# ペレ

ペレのサイン

ペレ（Pelé）ことエドソン・アランチス・ド・ナシメント（Edson Arantes do Nascimento、1940年10月23日–2022年12月29日）は、ブラジルのサッカー選手。ミナスジェライス州トレス・コラソンエス出身。
ブラジル代表のエースとして3度のFIFAワールドカップ優勝（2022年時点で唯一の記録でもある）。クラブではサントスFCで活躍し、インターコンチネンタルカップで欧州王者を破り、2度のクラブ世界一を経験。15歳でデビューしてから1977年に引退するまで、実働22年間で通算1363試合に出場し1281得点を記録した。このような実績から「サッカーの王様」（英語: The King of football、ポルトガル語: O Rei do Futebol）と呼ばれており、史上最高のサッカー選手、あるいはスポーツ史上最も偉大な選手と評されている。

## 生い立ち

### 誕生と家族

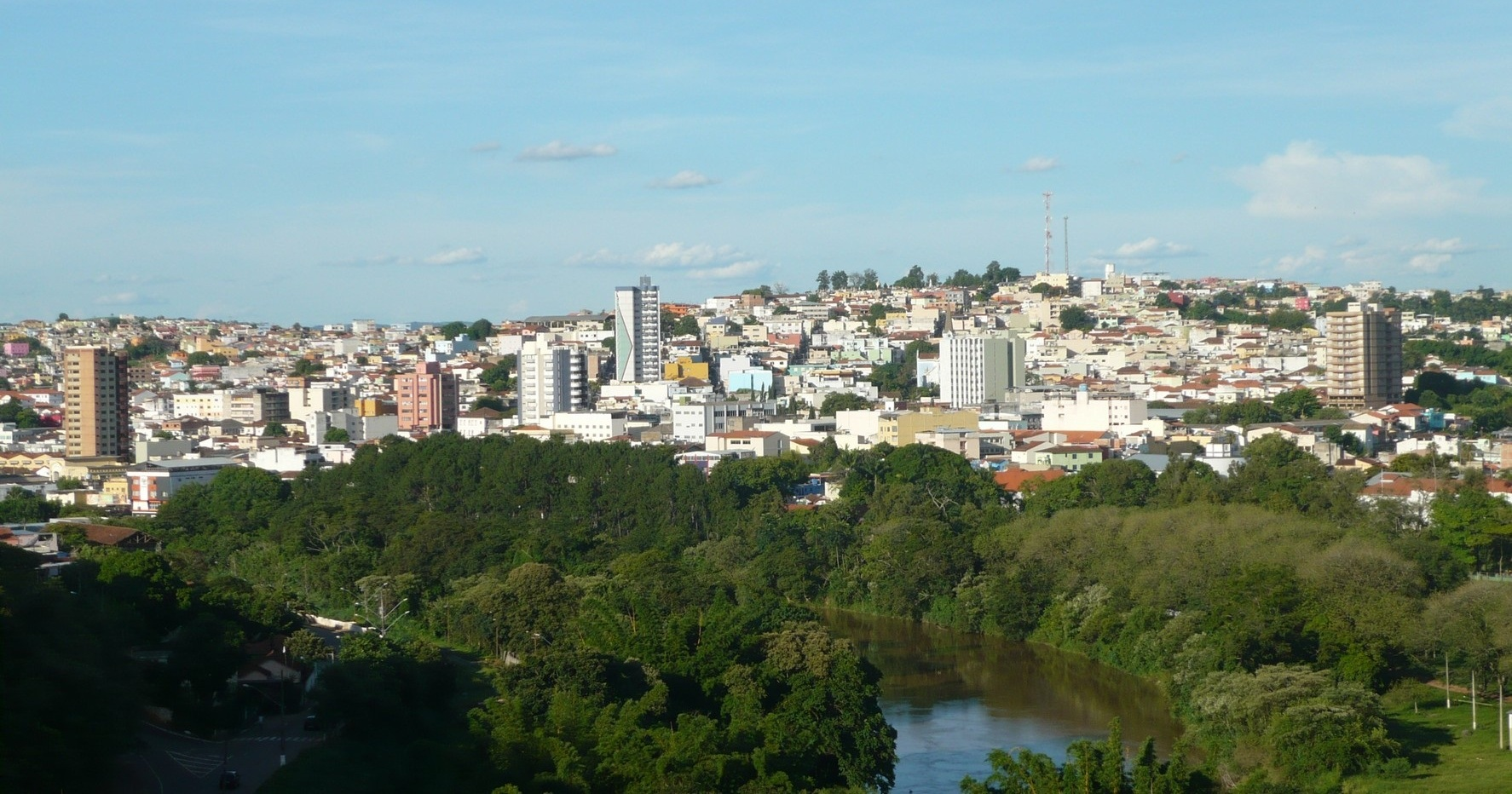
ペレが生まれたトレス・コラソンエスの街並み。

1940年10月23日、ブラジル・ミナスジェライス州トレス・コラソンエスに生まれた。出生と同じ時期に町に電気が敷設されたことから、「発明王」と呼ばれたトーマス・エジソンにちなんで「エドソン (Edson)」と名付けられた。しかし、しばしば「Edison」と誤表記されることもあった。
父親のジョアン・ラモス・ド・ナシメント（通称ドンジーニョ）はサッカー選手でポジションはセンターフォワードを務めていた。180cm以上ある長身を生かし1試合にヘディングだけで5得点を決めたこともあるヘディングの名手であり、ミナスジェライス州の州都ベロオリゾンテを本拠地とする強豪クラブのアトレチコ・ミネイロに所属していたこともあったが、膝を痛めて退団した。その後は小規模なクラブに所属し低い給与でプレーするなど、サッカー選手としての成功とは無縁の人生だった。
ペレはサッカー選手としてのドンジーニョについて「ハンサムですばらしい体の持ち主だった。柔軟な体、たくましい脚、力強さを内に秘めた、サッカー選手としては完璧な肉体を持っていた」と述べ、父親としては「短気な母のドナ・セレステ（セレステ・アランテス）とは対照的に、冷静でおとなしく、言葉を口にする前に注意深く考え、言ったことに対しては絶対に責任を取る、というタイプの人間だった。私にとっては、素晴らしい父親であった」と述べている。

### 幼少期
1944年に父親がサンパウロ州のバウルのクラブへ移籍したことを契機に家族でバウルへ引越した。しかし、父は選手としてプレーを続けたが後に膝の故障が基で現役を引退した。これにより収入が途絶え生活に困窮したが、ペレはドンジーニョの再就職先が見つかるまでの間、靴磨きの仕事で家計を助けていた。母親は厳格な人物でペレに対し経済的に不安定なサッカー選手ではなく高い教育を受け真っ当な職業に就くように厳しく躾けていた。
ペレは当初は飛行機の操縦士になることを夢見ていたが、ある日友人と病院の近くでサッカーをしていた時に仲間の一人が死体置き場と思われる地下室を見下ろせる天窓を見つけ、中を覗き込んでいたところグライダーで墜落死した飛行士の解剖が行れていた。そこで医者が飛行士の腕を持ち上げたりよじったりしていると突然死体が口から血を噴き出し、この光景を見て身動きが取れなくなって吐き気を催すほど大きなショックを受けたペレは、このことが理由で飛行士になる夢を完全に捨てた。やがて父と同じサッカー選手を志すようになり、母の目を盗んで父からサッカーに必要な技術や心構えを学んでいった。
「ペレ」の愛称は父親の所属していたサッカークラブ、ヴァスコ・デ・サンロレンソのGKの「ビレ (Bilé) 」のファンであったことに由来している。当時のペレは幼かったことや、ミナス・ジェライス訛りもあって「B」の発音が出来ず「P」と発音していた。いつしかクラスメイトから自身も「Pelé」と呼ばれるようになったが、本人は少年時代はこの呼び名を好んでおらず、「エジソン」と呼ばれることを望んでいた。そのため、時にはペレと呼んだ友人を殴り2日間の停学処分を受けたこともあった。また、ペレの愛称が定着するまでは父親の愛称である「ドンジーニョの息子」、家族からは「ジッコ」と呼ばれていた。
1950年、ペレが9歳の時に地元ブラジルで1950 FIFAワールドカップが開催された。同大会でブラジルは優勝候補の本命と目され、1次リーグのスイス戦を引き分けた以外は無敗で勝ち上がり、最終戦のウルグアイ戦を迎えていたが、最終戦を前にブラジルはウルグアイに対し勝点でも得失点差でも上回っており、この試合で引分けに終わっても優勝が決まる状況だった。
同年7月16日のウルグアイ戦当日は、ペレの家にブラジルの勝利を祝おうと父の友人達が大勢訪れ、パーティを開きラジオの実況に聞き入っていたが、幼かったペレは大人と一緒にラジオの実況に聞き入るより外で友人達とサッカーをして遊ぶことに夢中になっていた。そしてブラジルが終了間際に失点し1-2で敗れ優勝を逃すと（マラカナンの悲劇）、家中は深い悲しみに包まれ、パウルの街全体も静まりかえった。ペレはこの光景にショックを受け、父やほかの大人たちとともに涙を流したものの、悲しみにくれていた父を励まそうと、
と約束したという。また、自身がサッカー選手になってからは「いつかはきっと、自分の手でウルグアイへのあだ討ちを果たそう」と誓ったという。

### 少年時代
10代になると、バウル市の内外の複数のクラブを渡り歩き、2から3チームを掛け持ちしてプレーをするほどだったが、学業の方は疎かになり、母の意向に反して落第生になっていた。
1954年に地元のバウルACが下部組織（通称バキーニョ）を創設することに伴い、同チームに入団。そこで父の古くからの友人であり元ブラジル代表選手のヴァウデマール・デ・ブリトに出会い指導を受けることになった。ヴァウデマールはペレの才能に着目し、体のあらゆる部位を使ったボールコントロールの重要性、試合の流れを読むコツ、ボールのない所（オフ・ザ・ボール）での動きなどを厳しく教え、選手として成長する上で父と同様に影響を与えることになった。
その後、ヴァウデマールは他のクラブの指導をすることになりバキーニョを去っていったが、その後も連絡を取り合い、15歳の時に両親を説得してサントスFCへの入団を取り持った。

## クラブ経歴

### サントスFC

#### プロデビュー
1956年にサントスに入団。しかし体重が60kgに満たない華奢な体躯であったこともあって直ぐにトップチームでプレーすることは叶わず、リザーブチームやユースチームでトレーニングを積むことになった。月給6000クルゼイロで仮契約を結び、それまで生活していたバウルを離れてクラブの合宿所での生活に入った。数ヶ月後、同年9月7日のコリンチャンスとの親善試合でデビューを果たし（試合は7-1でサントスの勝利）この試合で初得点を決めた。国内のリーグ戦でFWのヴァスコンセロスが骨折し戦列を離れたことをきっかけに出場機会を得るようになった。ヴァスコンセロスはペレの入団以来、先輩として友人として親しく接していたが、この怪我からの復帰後も以前のようなプレーを取り戻す事は出来ず、他のクラブへ移籍した。1957年のサンパウロ州選手権では得点王となり、同年4月8日に正式契約を結んだ。
1958年には同じくFWを務めていたエマヌエレ・デル・ヴェッキオが欧州のクラブに移籍したことでポジションを不動のものとし、サンパウロ州選手権では38試合に出場し58得点を決め2年連続得点王を獲得すると共に優勝に貢献した。同年にはジト、ペペ、ジウマールらと共にブラジル代表としてワールドカップに出場し初優勝に貢献（後述）。ブラジル代表での活躍もあってクラブには世界中から親善試合のオファーが殺到し、定期的に世界ツアーを行うようになった。サントスFCは収容人数の少ないスタジアムしか保有していなかったことから、ブラジル国内の公式戦の他にも毎年のように世界中に遠征して親善試合を行い、必要な収入を確保しなければならなかった。ペレはそれらの全ての試合で奇跡を起こすことを期待されていたが、1959年に行われた最初の欧州ツアーは6週間に22試合をこなす過密日程だった。
また、クラブでのプレーと平行して兵役の義務を負わなければならなかった。ペレは「ブラジル代表として国の為に戦ったのだから再び国に仕える義務はない」と主張したが、医学的に正当な理由がない限り義務が免除されることは許されず、サントスの沿岸防衛部隊に配属され同年11月には軍選抜チームに選ばれ南米軍人選手権に出場した。
同年にはサントス、ブラジル代表、サンパウロ選抜、兵役で配属された沿岸防衛部隊のチーム、そして軍選抜の合計5チームの選手として年間通算で103試合に出場。24時間に2試合に出場することが9回ほどあり、時には48時間に3試合に出場するなど、多忙な日々を送った。

#### 国外からのオファー

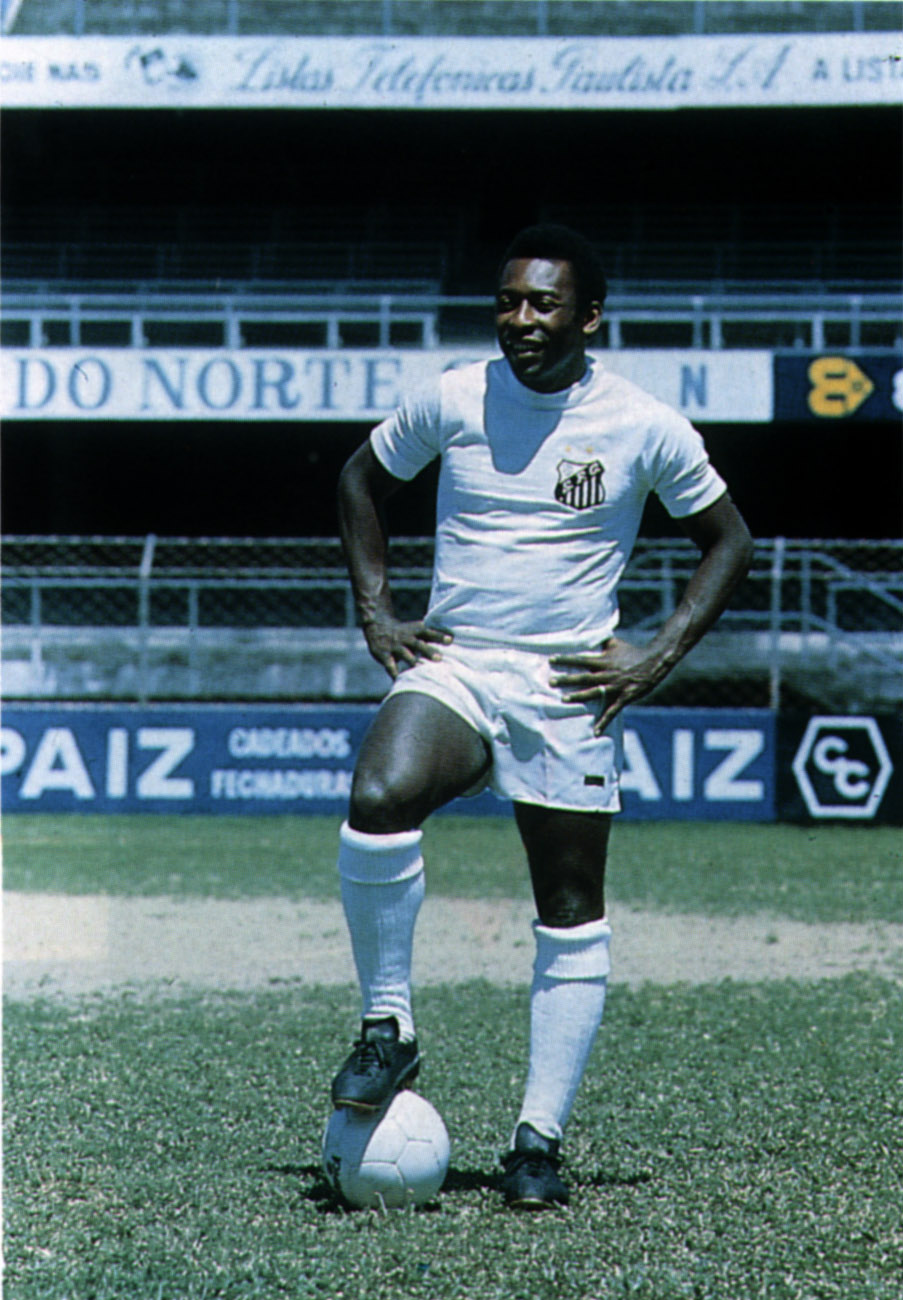
サントス時代のペレ（1963年）

1961年3月5日、マラカナン・スタジアムで行われたリオ・サンパウロ選手権のフルミネンセFC戦において、自陣のペナルティエリア外でボールを受けると、そのままドリブルを開始し相手選手を次々に振り切りゴールキーパーを含めた6人抜きドリブルからの得点を挙げた。この得点はサンパウロの『オ・エスポルチ』紙から「マラカナンの歴史上最も美しいゴール」と賞賛され、同紙は記念の額を作り、同スタジアム入口に掲げられた。また同スタジアムには「ペレはこのマラカナン・スタジアムにおいて歴史上、最も美しい得点を決めた」と刻まれた記念のプレートが設置された。この時の得点は後に「ゴウ・ジ・プラッカ」（gol de placa、プレートのゴールの意）と呼ばれるようになり、ペレのサッカー人生において最も美しいゴールの一つとされている。
また同年のサンパウロ州選手権、グアラニFCでは自身のシュートがゴールラインを割っていないにも関わらず主審により得点が認められる珍事もあった。ペレは浮き球で2人の相手DFを翻弄した後で3人目のDFを振り切りシュートを放ったが、クロスバーに当たった後に地面に叩きつけられておりゴールラインを割っていたか否かは微妙な状況だった。グアラニの選手やファンは猛抗議をしたが主審は「あれだけ見事なプレーなのだから、ゴールを割っていようがいまいが関係ない」と主張したため判定は覆らずゴールが認められた。
こうした活躍からヨーロッパの有力クラブの関心を集め、スペインのレアル・マドリードは会長を務めるサンティアゴ・ベルナベウが直接オファー。1961年にイタリアに遠征した際にはインテルナツィオナーレ・ミラノから4000万クルゼイロ、ユヴェントス会長のウンベルト・アニエッリからは百万ドルから数千万ドルの移籍の申し入れがあった。
しかしペレはこれらのオファーに乗り気ではなく、所属クラブのサントスもペレを放出する意思がないことを示したが、この移籍騒動は後にブラジル政府が「ペレは輸出対象外の国宝である」と公式に宣言して移籍を阻止する事態にまで発展した。また、所属するサントスFCはペレを慰留させるための多額の金銭を工面した。なおペレは欧州のクラブでプレーをしなかった理由について「ジジがレアル・マドリード、ジノ・サニとジョゼ・アルタフィーニがACミランへ移籍したように欧州のクラブでプレーをした選手が何人かいたが、私はサントスFCでの生活に満足していた」と発言している。
1980年代頃まで世界中の多くのクラブでは外国人枠は「2人」までに設定されていたが、欧州のサッカー先進国ではその時代によって国外からの選手移籍に制限を加えようとする動きも見られ、イングランドでは1978年まで旧植民地以外の国からの選手移籍を制限。イタリアではFIFAワールドカップでの代表チームの成績不振を理由に1966年から1980年の間イタリア系アルゼンチン人以外の外国籍選手との契約を禁止、スペインでも1965年から1970年代初頭まで外国籍選手との契約を禁止するなど、他国のリーグでプレーをする機会は必ずしも多くは無かった。
ペレは他の多くの選手と同様にブラジル国内に留まってプレーを続けて、国内のリーグ戦で世界トップレベルの技術を磨いていた。

#### 国際タイトルの獲得
1962年、南米のクラブ王者を決めるコパ・リベルタドーレスに出場し決勝に進出。ウルグアイのペニャロールとの対戦となったが、1勝1分で迎えた最終戦でペレの2得点などで勝利し、ブラジル勢として初のタイトルを獲得した。この勝利によりインターコンチネンタルカップへの出場権を得てエウゼビオを擁するポルトガルのSLベンフィカと対戦。ホームでの第1戦は自身の2得点などで3-2と勝利。敵地リスボンでの第2戦も好調なプレーを維持。ベンフィカの守備陣を翻弄し3得点1アシストという活躍で5-2と勝利を収め、クラブ世界一となった。なおリスボンで行われた試合を「私のキャリアにおいて最高の試合」「素晴らしい内容で、生涯忘れることの出来ない芸術的な試合」と語っている。
翌1963年にもコパ・リベルタドーレスに出場してアルゼンチンのボカ・ジュニアーズを下して大会2連覇、インターコンチネンタルカップにおいてもイタリアのACミランを下して2年連続クラブ世界一となった。
一方で数々のタイトルを獲得し著名になっていったことで、ペレは対戦相手から執拗なマークを受けるようになった。かつてのような新進気鋭の若手選手ではなく打倒すべき勝利者とみなされ、クラブや代表チームでもいかにペレの動きや周囲とのコンビネーションを止めるかに焦点が当たるようになった。相手DFはペレがどこのポジションに付いていても終始マンマークを付けてラフプレーも辞さない激しいプレーを仕掛け、時には言葉による挑発を仕掛けて故意に退場を誘おうとする選手もいた。
この頃にはブラジル国内においても高額の収入を得るようになっていたが、「ペレ」の愛称が多くの価値を生み出すことに気が付き、商標権を獲得して様々な商品に名前の使用を認めることで更に多くの収入を得るようになった。またサントスFCのチームメイトを誘い投機事業に出資を行うなどしたが、一切の財産管理を一任していた人物が投機に失敗し多額の借金を背負うことになった。ペレはクラブの役員会で事情を説明し、クラブ側に有利な条件で契約を更改するかわりに借金を肩代わりしてもらうことになった。

#### アフリカ遠征
クラブは必要な資金を捻出するために依然として国外への遠征ツアーを続けていたが、それまでの欧州や南米だけでなくアジアやアフリカ、北米といったサッカーの後進地域のチームとも試合を行うようになった。特に自らのルーツであるアフリカに遠征した際には世界観が変わっただけでなく、社会における自分の立場のあり方を考える契機になった。ペレは人種差別のない国で黒人が社会的に成功を収める事が出来る生きた証として崇拝の対象となり、アフリカの人々はペレの姿を一目見ようとスタジアムだけでなく空港まで押し寄せるなど各地で熱狂的に迎えられた。
1969年1月、最初の遠征地であるコンゴはコンゴ民主共和国とコンゴ共和国の間で紛争状態にあったが、双方の指導者は試合観戦のために休戦に合意した。サントスFCはコンゴで数試合を行い、同月23日のコンゴ民主共和国代表戦では2-3で敗れたが、この試合を記念して同国大統領のモブツ・セセ・セコは「国民のスポーツの日」と定めた。次の遠征先はビアフラ戦争により内戦状態にあったナイジェリアだったが、同国とビアフラ共和国との間で試合前後の48時間は停戦し、ペレらが滞在する首都のラゴスへは侵攻しないとの合意がなされ、親善試合は予定通り行われた。

#### 1000得点達成

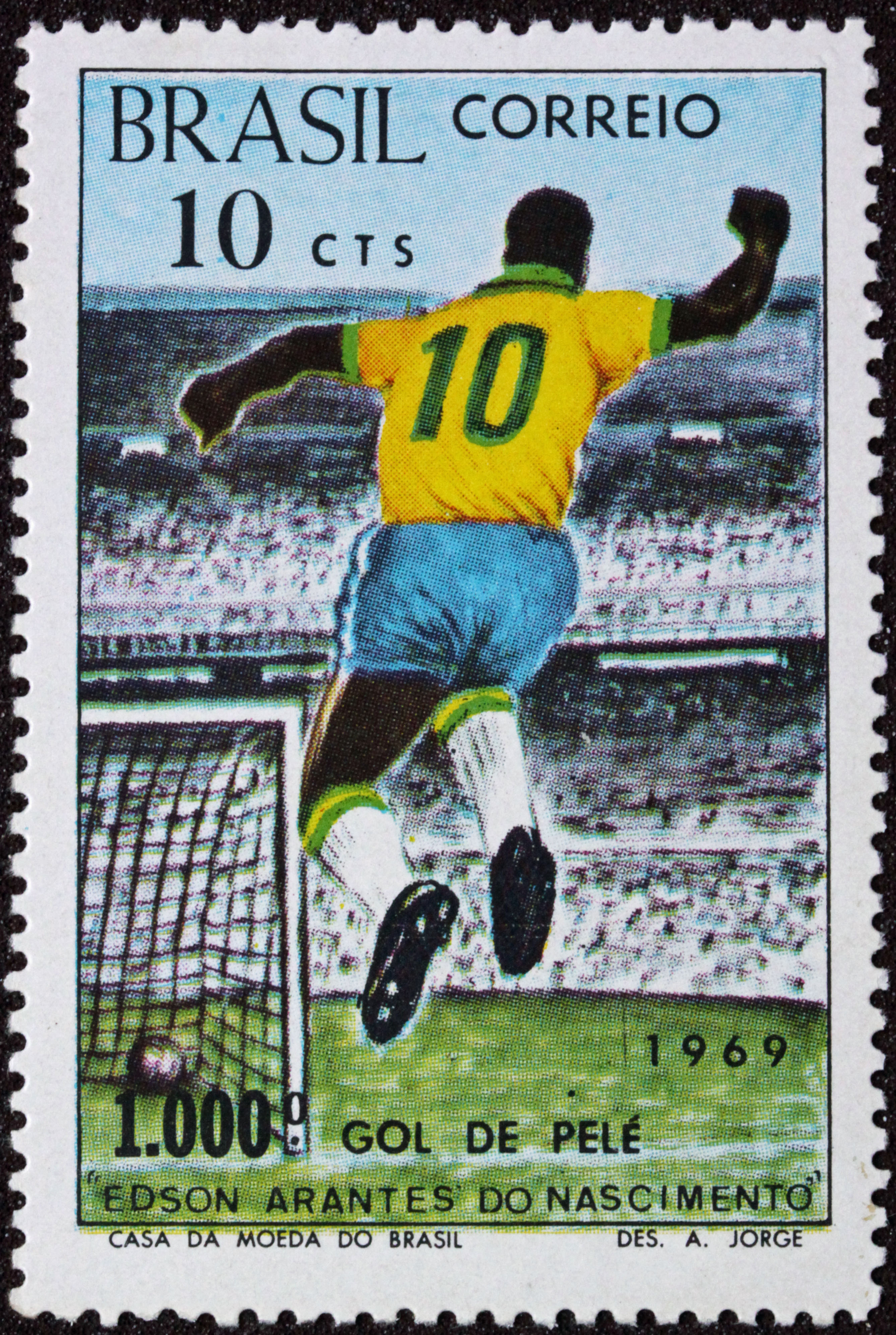
1000得点を達成してブラジル郵政省から発行された記念切手。

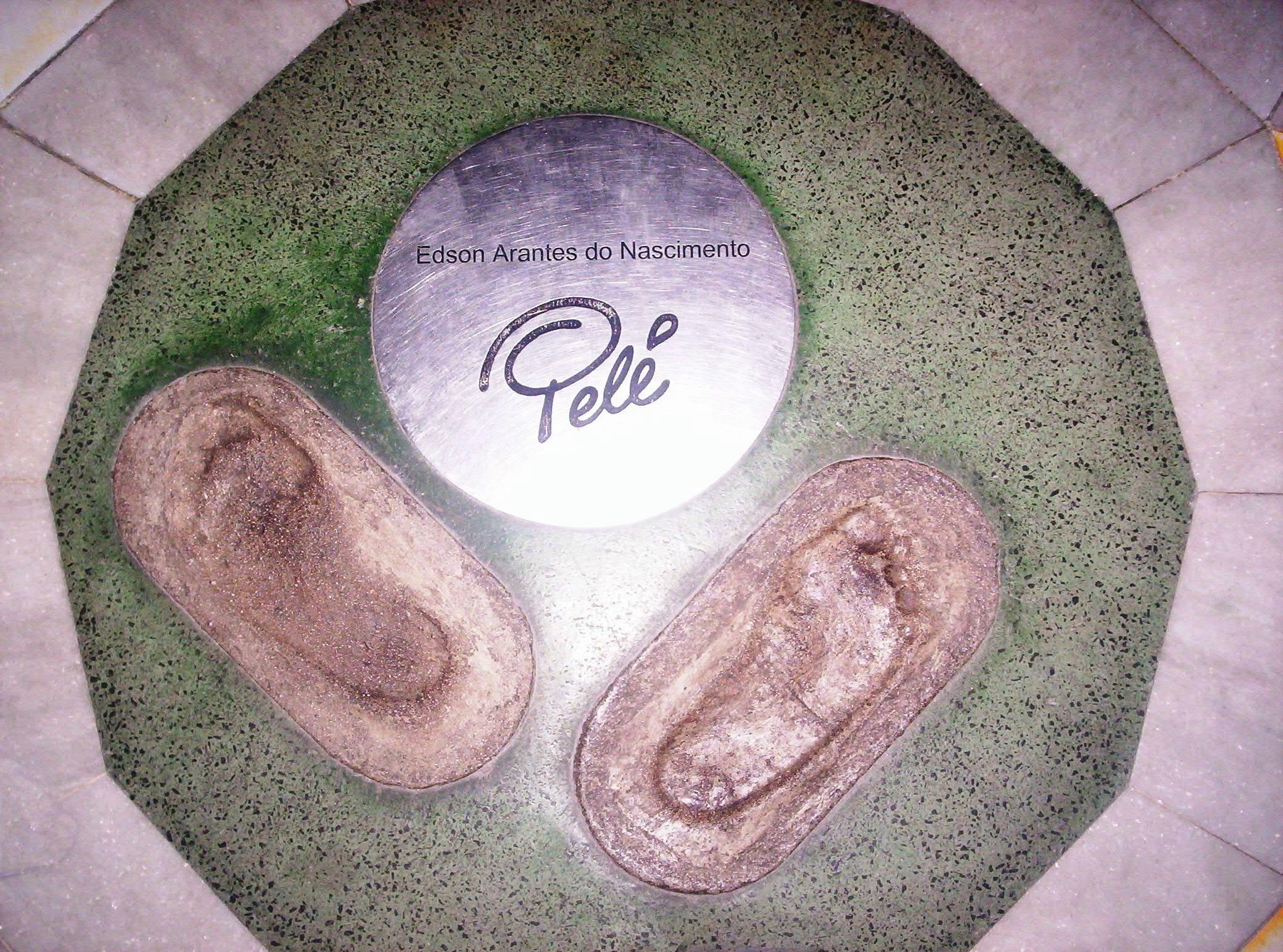
マラカナン・スタジアム50周年を記念して設立された殿堂に展示されている足型を模ったプレート

同年の夏になると通算1000得点が成るかにメディアやファンの注目が集まった。10月に990得点を達成し、11月14日にレシフェで行われたボタフォゴFC戦で999得点目を決めて1000得点まで王手をかけると遠征先の都市では1000得点の瞬間を祝おうとカーニバルが催され、スタジアムは宛らワールドカップ決勝のように熱狂して迎えた。メディアによる報道も過熱し、「ペレは1000得点を達成し不老不死となる」と大仰に書き立てる新聞もあった。
11月19日、マラカナンスタジアムで行われたCRヴァスコ・ダ・ガマ戦では6万5千人の観客が見守る中、後半33分にペレがペナルティエリア内で倒されペナルティキックを獲得。これを自らゴール右すみに決め1000得点を達成した。この際にペレが放ったシュートはキックの瞬間に一瞬動きを止めてキーパーの動きを確認してから、その動きと反対方向に決めるという物だったが、この技は後に「パラディーニャ」（ポルトガル語で小休止の意）と呼ばれるようになった。
1000得点が達成されるとスタジアム中が熱狂し、試合は中断され記者やレポーターがペレに殺到しコメントを求めた。ペレは
と答えると、ウイニングランを行ってサポーターの声援に応えた。しかしこの発言は物議を醸し、「偽善者だ」「民衆を扇動しようとしている」と批判を受けた。ペレは自著の中で「その日が誕生日だった母に捧げるというべきだったが、咄嗟に思いつかなかった」「私のような立場の人間がメッセージを発することは重要だ」と述べている。その後、ブラジル郵政省からは記念切手が発行され、ブラジル政府は1000得点を達成したペレに勲章を与え翌日を休日とした。サンパウロ市はこの記録を記念して1995年に11月19日を「ペレの日」と定めた。

#### サントスFCでの引退
所属するサントスFCはリベルタドーレス杯とインターコンチネンタル杯で2連覇を達成した当時の選手達が去り、長期的な展望もなく監督が短期間のうちに次々と入れ代わるなど徐々に衰退を始めていた。また1971年7月18日のユーゴスラビア戦を最後にブラジル代表からの引退を表明している。ペレはこのような状況もあってかつてほどサッカーを楽しめなくなり、引退後の生活を考えるようになった。
1970年代初頭には大学や企業の招きを受けて講演を行う機会が増えていたが、高等教育を受けた人物と交流するうちに学問への意欲が芽生えるようになり、サントスFCでフィジカルコーチを務めていたジュリオ・マゼイの指導を受けて試合や練習の合間に勉強を続け、大学入試資格に必要な中等教育課程を修了。大学入学試験にも合格し体育学を専攻した。
1973年にはペプシコーラとの間で世界中の子供たちを対象とした「インターナショナル・ユース・フットボール・プログラム」というプロジェクトの契約を結んだ。この契約は当初1年間の予定だったが、更に5年間延長されペレはマゼイと共に世界64か国を訪問しサッカー教室を開き、サッカーの普及に努めた。また「ペレ--キングの法則」と題した教則映画は数々の賞を受賞した。
1974年10月2日に行われたポンチ・プレッタ戦が、18年間を過ごしたサントスFCでの最後の試合となった。試合開始20分に中盤でボールを受けると両手でキャッチしてセンターサークルへと向かい、ボールを置くとピッチに跪き両手を広げ十字架のようなポーズをとり集まったファンへの感謝の意を示すと共に別れを告げた。
この後、ペレは思い出の地であるメキシコを振り出しに世界キャンペーンに旅立ち、11月19日には訪日し1週間滞在。静岡県清水市、東京都と広島市で「サッカー教室」を開催した。

### ニューヨーク・コスモス

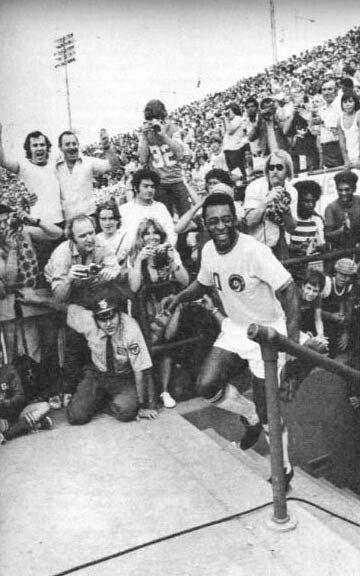
ニューヨーク・コスモス時代（1975年）

1975年、北米サッカーリーグ (NASL) に所属するニューヨーク・コスモスに移籍。これはアトランティック・レコードの創設者であるアーティガン兄弟やワーナー・ブラザース社長でニューヨーク・コスモスのチェアマンを務めていたスティーヴ・ロスからの勧誘を受けてのもので、2年契約で移籍金は900万ドル。この契約の背後にはアメリカ合衆国国務長官で熱狂的なサッカーファンのヘンリー・キッシンジャーの存在があった。1970年代当時、サッカー不毛の地と呼ばれたアメリカにサッカーを普及させ、いずれワールドカップを招致したいという思惑があり、ペレのニューヨーク・コスモスへの移籍についても「わが国でプレーする事で発展に協力して欲しい」との旨を記した公文書を発行し移籍を支援した。
同年6月15日に行われたトロント・メトロス戦には2万5千人の観客が集まり、この後も北米リーグの平均観客数は2万人台を維持した。2年後には西ドイツからフランツ・ベッケンバウアー、ブラジルからカルロス・アウベルトが加わりオールスターチームの陣容を呈し、1977年には同チームの北米選手権のタイトルを獲得。サッカー不毛の地と言われたアメリカでサッカーの伝道師としての役割を果たし人気選手となり活躍したことで、ニューヨーク市の名誉市民に選ばれた。
同年10月1日にジャイアンツ・スタジアムで行われた引退試合のコスモス対サントスFC戦には7万5千人の観衆が詰掛けた。ペレは前半はコスモスの選手として後半はサントスの選手としてプレーし前半に1得点をあげ自らの引退の花道を飾った。試合後のセレモニーでは「愛を!皆に愛を!世界に愛を!」の言葉で締めくくった。

## 代表経歴

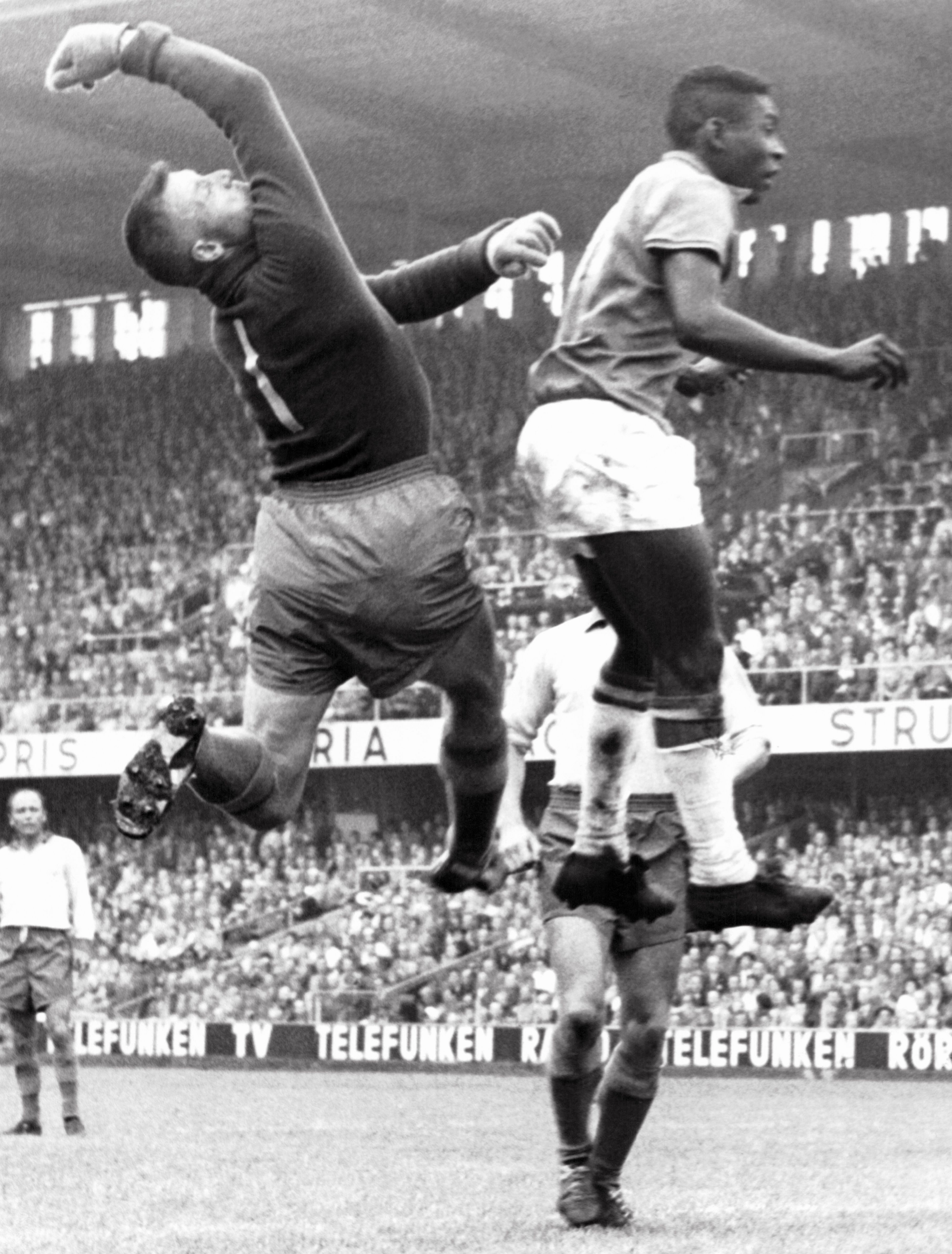
1958 FIFAワールドカップ決勝、スウェーデン戦でのペレ

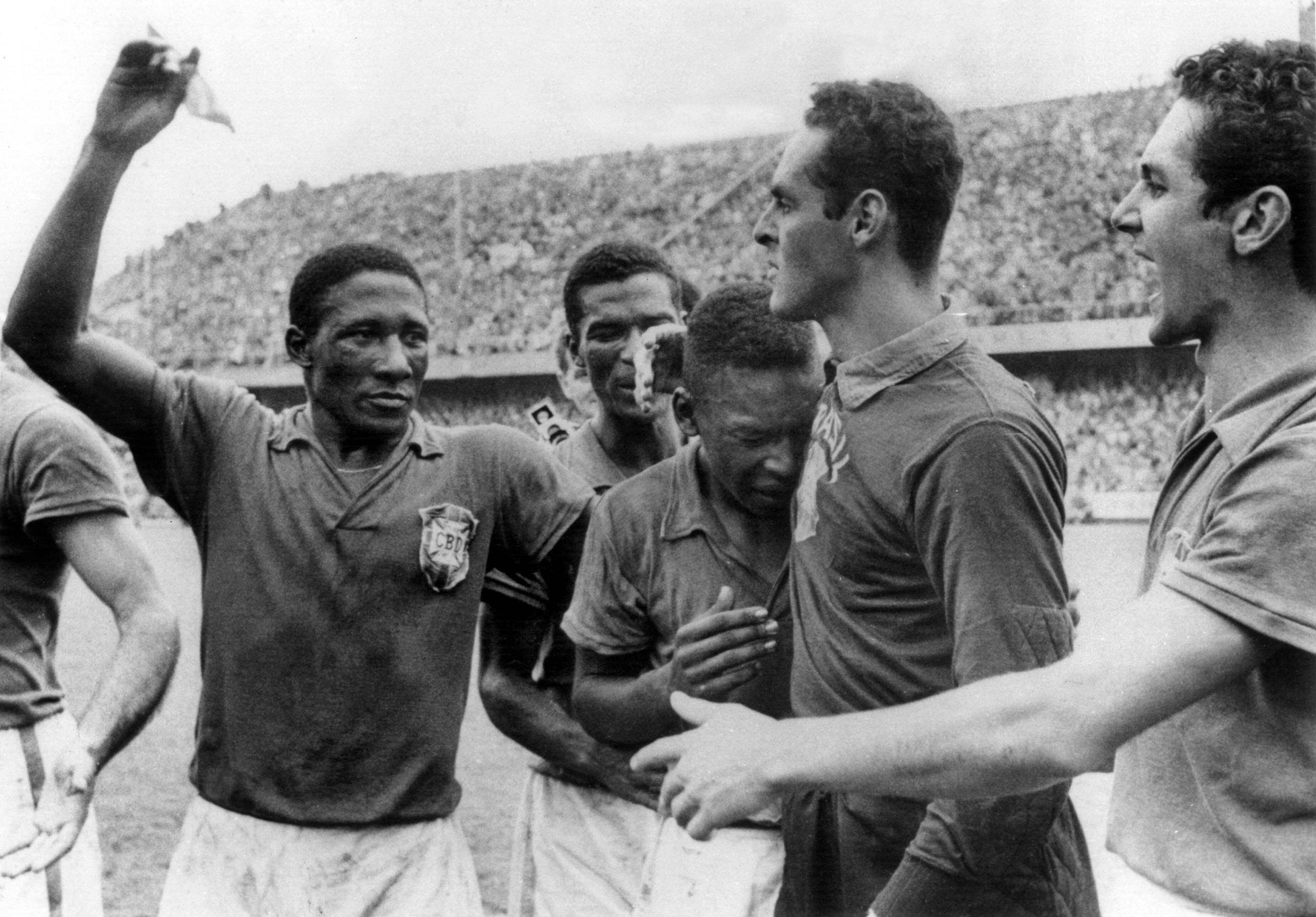
優勝を果たしジウマールの肩にもたれかかり涙を流すペレ（中央）。左側の人物はジャウマ・サントス

ブラジル代表デビューは1957年7月7日のアルゼンチン戦。16歳9ヶ月での代表デビューは当時の史上最年少出場記録であった。試合は1-2で敗れたが、ペレ自身は唯一の得点を決める活躍を見せた。その後は所属クラブでも代表でも活躍を続け、代表チームに定着していった。

### 1958 FIFAワールドカップ
サンパウロ州選手権2年連続得点王の実績もあり1958年のスウェーデン大会の代表メンバーに選出され、背番号は10番を与えられた。大会直前のテストマッチで膝の故障の影響でグループリーグの2試合を欠場したが、第3戦のソビエト連邦戦でワールドカップ初出場を果たした。なお17歳でのワールドカップ出場は1982年のワールドカップ・スペイン大会で北アイルランドのノーマン・ホワイトサイドによって塗り替えられるまで史上最年少記録であった。
準々決勝のウェールズ戦にも先発出場を果たすと、66分にペナルティエリア内からシュートを決め、ワールドカップ史上最年少となる17歳と239日での得点を記録。ペレは後にこの試合でのゴールを「私にとって最も重要なゴールの一つだった」と感激を語っている。続く準決勝のフランス戦では52分、64分、75分と立て続けに得点を決めハットトリックの活躍を見せた。
決勝のスウェーデン戦では、55分に浮き球で相手DFを交わしてからボレーシュートを決めて追加点、終了間際にはマリオ・ザガロとのパス交換から駄目押しとなるヘディングシュートを決め5-2の勝利に貢献。大会通算6得点の活躍で同国にワールドカップ初優勝をもたらした。なお、この試合の55分にペナルティエリア内で相手選手のベングト・グスタフソン (en:Bengt Gustavsson) の頭上にボールを浮かして置き去りにしてから決めたボレーシュートは全キャリアの中でもベストゴールのひとつだったと語っている。この優勝の後、ペレは世界中の新聞や雑誌の表紙を飾り「新たなキングの誕生」と称された。
なおこの大会でペレは「背番号10」でプレーし、以降のサッカー界で背番号10番はエースナンバーと見なされるようになったが、これは大会当時、チーム内の抽選で割り振られたという全くの偶然から生まれたものであった。

### 1962 FIFAワールドカップ
1962年のワールドカップ・チリ大会では1次リーグ初戦のメキシコ戦で1得点1アシストと好調を維持していたが、続く第2戦のチェコスロバキア戦の25分にドリブル突破からミドルシュートを放った直後に太股の筋肉を痛めた。当時の規定で交代出場は認められておらずピッチに留まったが、負傷したことを知ったチェコスロバキアのヨゼフ・マソプストとヤーン・ポプルハールらはペレを故意に痛めつけようとはしなかった。ペレはチェコスロバキアの選手達の行為を「真のスポーツマンシップ」と賞賛し、「彼らの態度を、私はいまだに深い感動とともに思い出す。私のサッカー生活の中で体験した、最も素晴らしい出来事だった」と振り返っているものの、後の試合に出場することは難しくなった。ブラジルはペレを欠いたもののガリンシャらの活躍で大会2連覇を成し遂げた。2度目のワールドカップ優勝を成し遂げたことで、ブラジル代表チームは国民と国家のシンボル的存在となった。

### 1966 FIFAワールドカップ
1966年のワールドカップ・イングランド大会では25歳と選手としてピークを迎えていたが、大会前から怪我を抱えていた。初戦のブルガリア戦で1得点を決めたものの相手DFのドブロミル・ジェチェフらによる激しいマークを受けて負傷し、第2戦のハンガリー戦は首脳陣の判断でペレを温存する事となった。ペレを欠いたブラジルは1-3で敗れ、決勝トーナメント進出が厳しくなると最終戦のポルトガル戦では怪我をおして出場することになった。この試合でペレは相手DFのジョアン・ペドロ・モライスの執拗なマークに苦しみ前半途中に膝を負傷したが、その後もモライスのペレに対するラフプレーは続き、負傷退場せざるをえなくなった。当時のルールで選手交代は認められておらず、ペレを欠いたブラジルは10人で試合を進めたが、1-2で敗れ大会3連覇を逃した。
メディアからは「ブラジルの世界支配は終わりを告げた」と酷評され、選手や監督の自宅は暴徒化したファンの襲撃を受けた。またギリシャではブラジル人女子留学生がブラジルの敗退を苦に船から身投げをする事態まで起こった。ペレは度重なるラフプレーの横行や、それを見逃す審判員たちに嫌気が差し失意のあまり「ワールドカップには二度と出場しない」と宣言するほどだった。

### 1970 FIFAワールドカップ

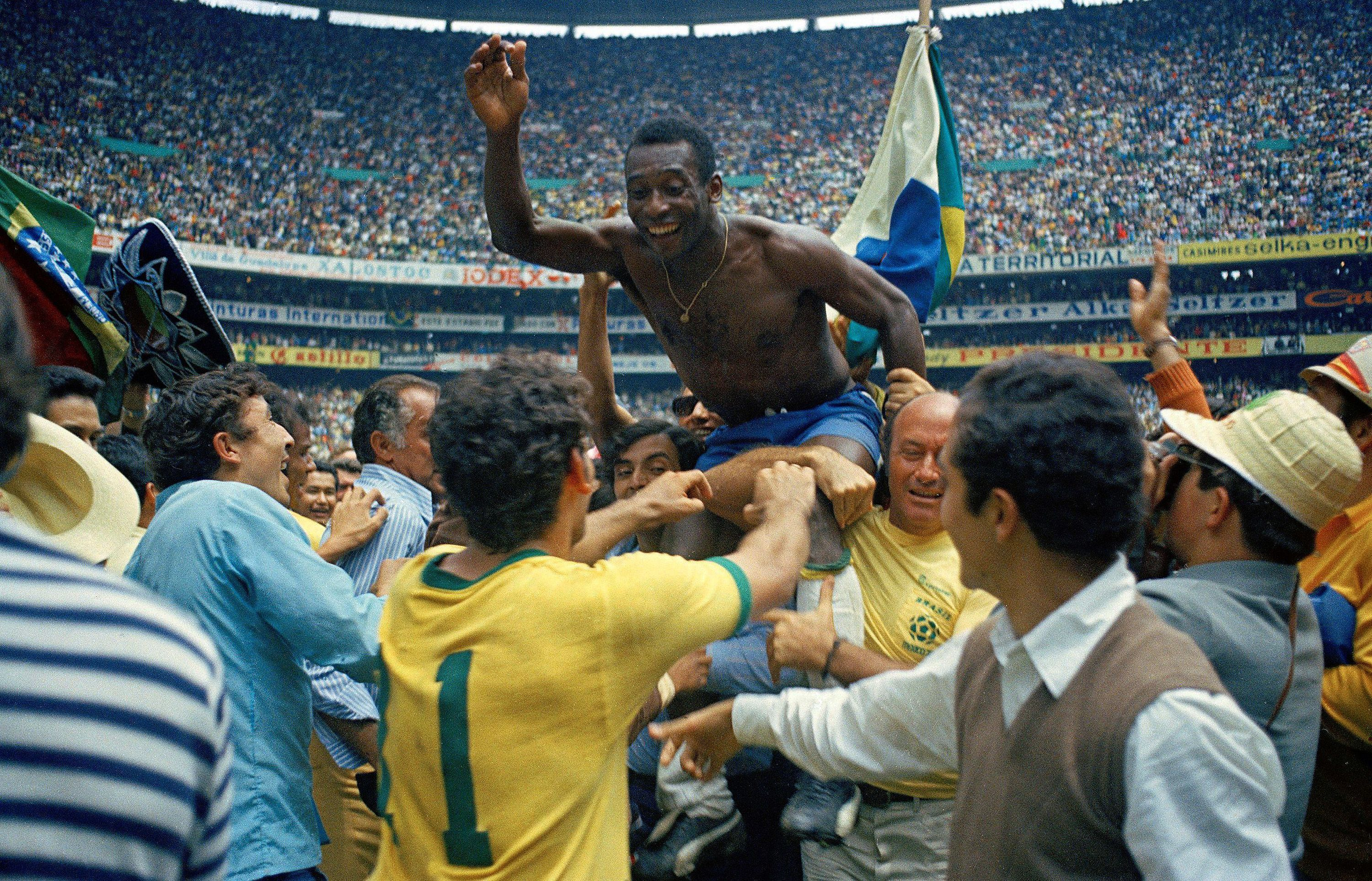
1970 FIFAワールドカップ優勝直後

1969年の早々に再びワールドカップブラジル代表のメンバーに入るように要請され、当初は辞退する意向を伝えていたものの、新聞がイングランド大会の敗因を正確に分析し始めたこと、前回大会から技術委員会の顔触れが変わったこと、大会地がメキシコであることを理由に翻意した。3度目の優勝を果たせばジュール・リメ杯を永久保持する権限が与えられる事も重要な動機の一つとなった。
1970年のワールドカップ・メキシコ大会ではペレを筆頭にリベリーノ、ジェルソン、トスタン、ジャイルジーニョ、クロドアウドという攻撃陣を擁して雪辱を賭ける。1次リーグ初戦でチェコスロバキアに4-1と大勝すると、第2戦では前回優勝国のイングランドを1-0で退けて決勝トーナメント進出を決める。準々決勝ではペルー、準決勝ではウルグアイを下し2大会ぶりの決勝進出を果たした。ペレ自身は決勝まで3得点に終わったが、周囲のタレントを生かすゲームメーカー役を務めていた。
決勝のイタリア戦では18分にヘディングで先制点を決めると、71分のジャイルジーニョの得点をアシスト、88分のカルロス・アウベルトの得点をアシストする活躍で3度目のワールドカップ制覇に貢献。試合終了後には興奮した観客がピッチに乱入し選手達を担いでウイニングランを行い優勝を祝福した。ワールドカップで3度目の優勝を果たしたことは、軍事独裁政権下にあったが、「ブラジルの奇跡」と評された高度経済成長期と重なったこともあり熱狂的に受け入れられ、ブラジルの国威高揚に大きな役割を果たした。

### 代表引退
その後、1971年7月18日にマラカナン・スタジアムで行われたユーゴスラビア戦を最後にブラジル代表からの引退を表明した。ペレはスタジアムに集まったファンから「フィカ、フィカ（やめないで）」という大合唱を受け、これに14年間着用した背番号10のユニフォームを脱いでスタンドに向かって振り、またそのユニフォームで涙をぬぐった。ブラジル代表としては国際Aマッチ92試合に出場し77得点を記録。通算成績は67勝14引分け11敗。ブラジル代表はペレが去った後、24年間ワールドカップの優勝から遠ざかることになった。

## 引退後

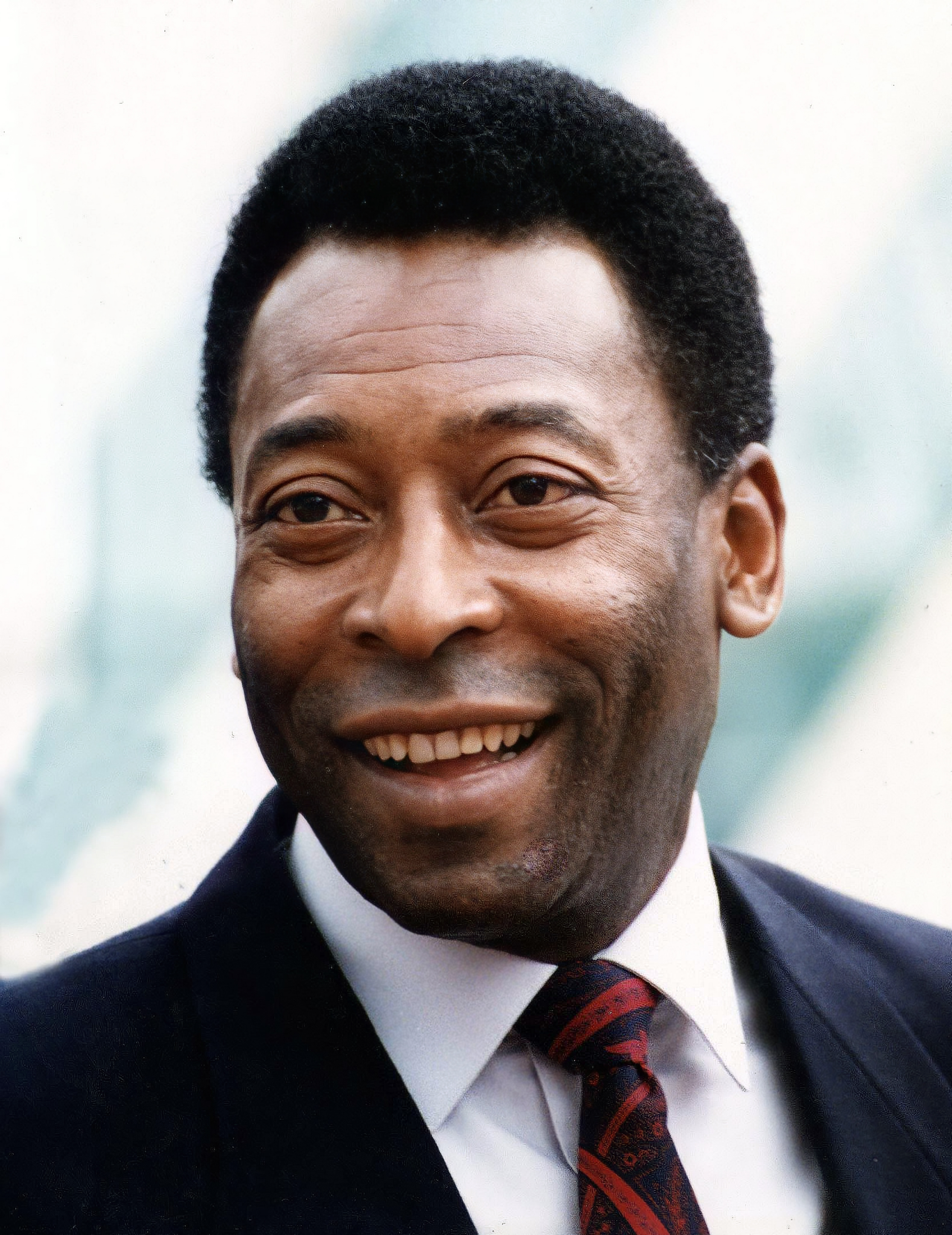
1995年

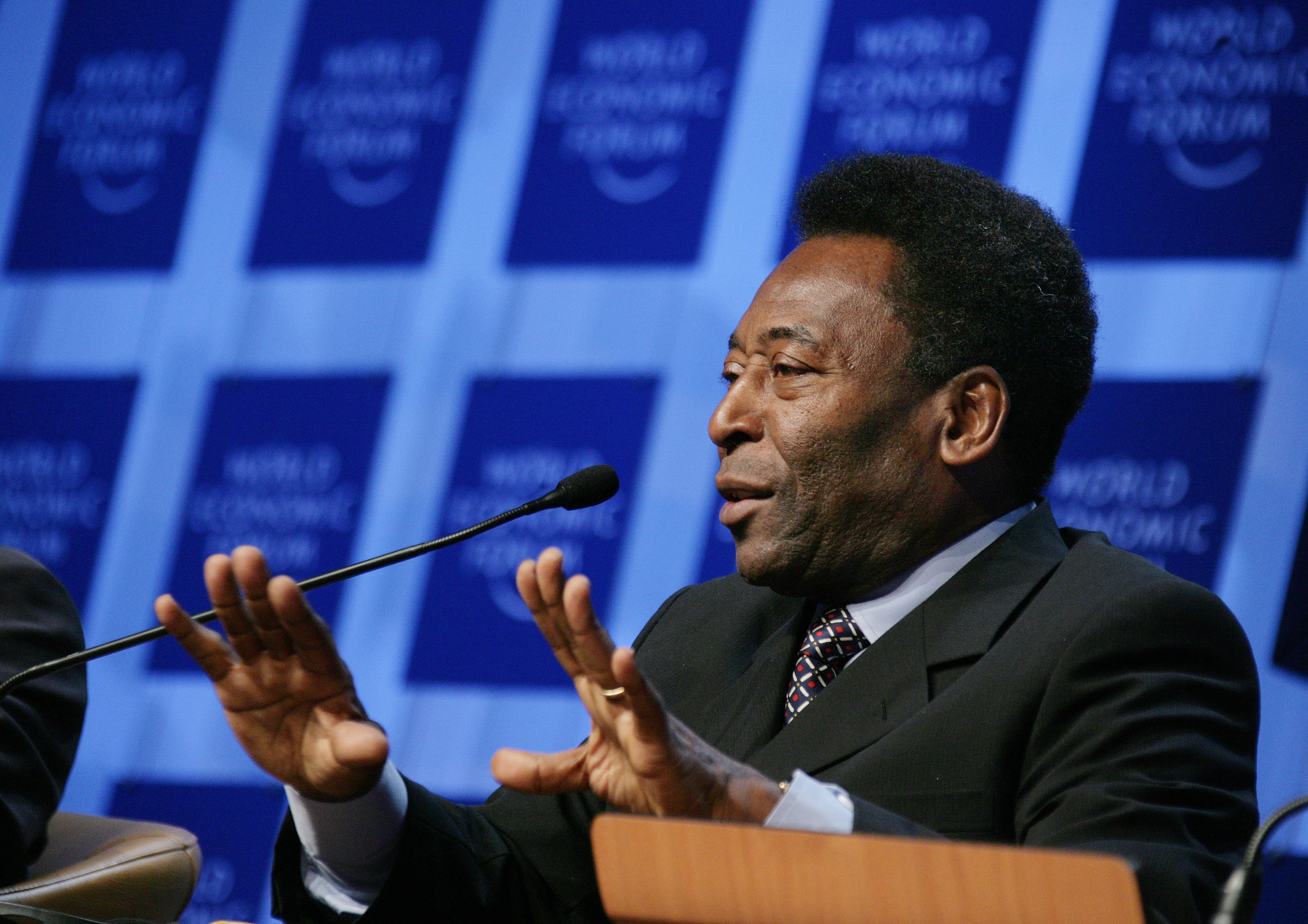
世界経済フォーラムで講演を行うペレ（2006年）

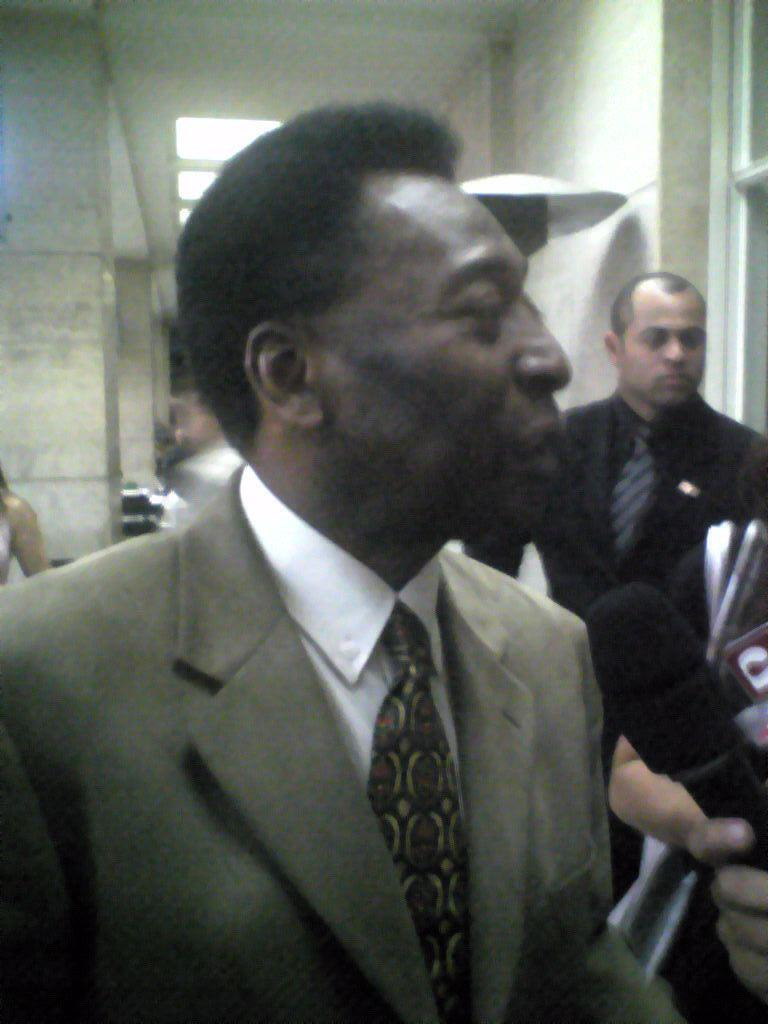
ヴァンデルレイ・ルシェンブルゴの誕生会に参加するペレ（2007年）

引退後は国際サッカー連盟 (FIFA) の大使、フェアプレー委員会の一員として世界中で広報活動に携わったほか、国際連合児童基金（ユニセフ）の親善大使に任命され子供の基本的権利の保護を訴えたイベントに関わった。2001年にはFIFAとユニセフがパートナーシップを締結したが、ペレはこの仕事に携わっている。
芸術面での才能を生かし、映画出演を度々行っている。1978年に公開された『Os Trombadinhas』では脚本を担当、1981年に公開された『勝利への脱出』ではマイケル・ケインやシルベスター・スタローンと競演し、サッカーシーンのテクニカルアドバイザーを担当した。また特技のギター演奏を生かして作曲した楽曲がエリス・レジーナやセルジオ・メンデス、ジャイール・ロドリゲスといった著名なミュージシャンに演奏されたこともある。
1993年、ペレは自身が経営するマーケティング会社がブラジル全国選手権の放映権を獲得するにあたりブラジルサッカー連盟 (CBF) から100万ドルの賄賂を要求されたとして、ブラジルサッカー界の腐敗ぶりを告発した。ペレは賄賂を要求した人物を特定しなかったが、これによりCBF会長のリカルド・テイシェイラとテイシェイラの妻の父であるジョアン・アベランジェとも対立することとなり、FIFA会長を務めていたアベランジェは報復として同年12月にロサンゼルスで行われた1994 FIFAワールドカップ抽選会からペレを除外した。
1995年、フェルナンド・エンリケ・カルドーゾ大統領の下でスポーツ大臣に就任。ペレはブラジル史上初の黒人閣僚として1998年までの3年間この職務を務めた。在任期間中は、「オリンピック・ヴィレッジ」と呼ばれる各地方政府と協力してスポーツ施設を建設する公共事業や、ペレ法 (Lei Pelé) の制定に取り組んだ。ヨーロッパにおけるボスマン判決のブラジル版ともいえるペレ法は選手がクラブに契約で拘束されず自由に移籍を行えるようにした法律で、1998年4月29日に可決され、3年後の2001年3月26日から施行された。これにより従来のパス（選手保有権）が廃止され、契約終了後の移籍金が発生することはなくなった。
一方でスポーツ大臣としてサッカー関連の法制定に取り組んだことでアベランジェとテイシェイラとの関係は更に悪化し、ペレの会社はビジネスの場から事実上締め出されていたが、2001年1月に和解が成立し8年間に及んだ争いに終止符を打った。しかしメディアからは「王が平民に成り下がった」「スポーツ倫理と戦ってきた我々に対する最大の裏切り」と批判された。
多くの名誉職に任命されたほか、1998年にはサッカーにおける功績と数々のボランティア活動を讃えられイギリス政府から大英帝国勲章を授与された。またペプシコーラ、プーマ、マスターカード、コカコーラなど世界各国で数々の大企業の広告に出演するなど引退後もCM出演依頼が後を絶たない。2002年には製薬会社のファイザーから依頼を受けて勃起不全 (ED) 治療のスポークスマンを務めた。「ペレ・カフェ」というコーヒーブランドを持っているが、これは1960年代にブラジル・コーヒー協会がヨーロッパへ進出した際に立ち上げたもので、東欧や中東など世界中で飲用されている。
2010年8月1日、選手時代に在籍したニューヨーク・コスモスが再建されることに伴い、同クラブの名誉会長に就任することになった。

### 現役復帰説

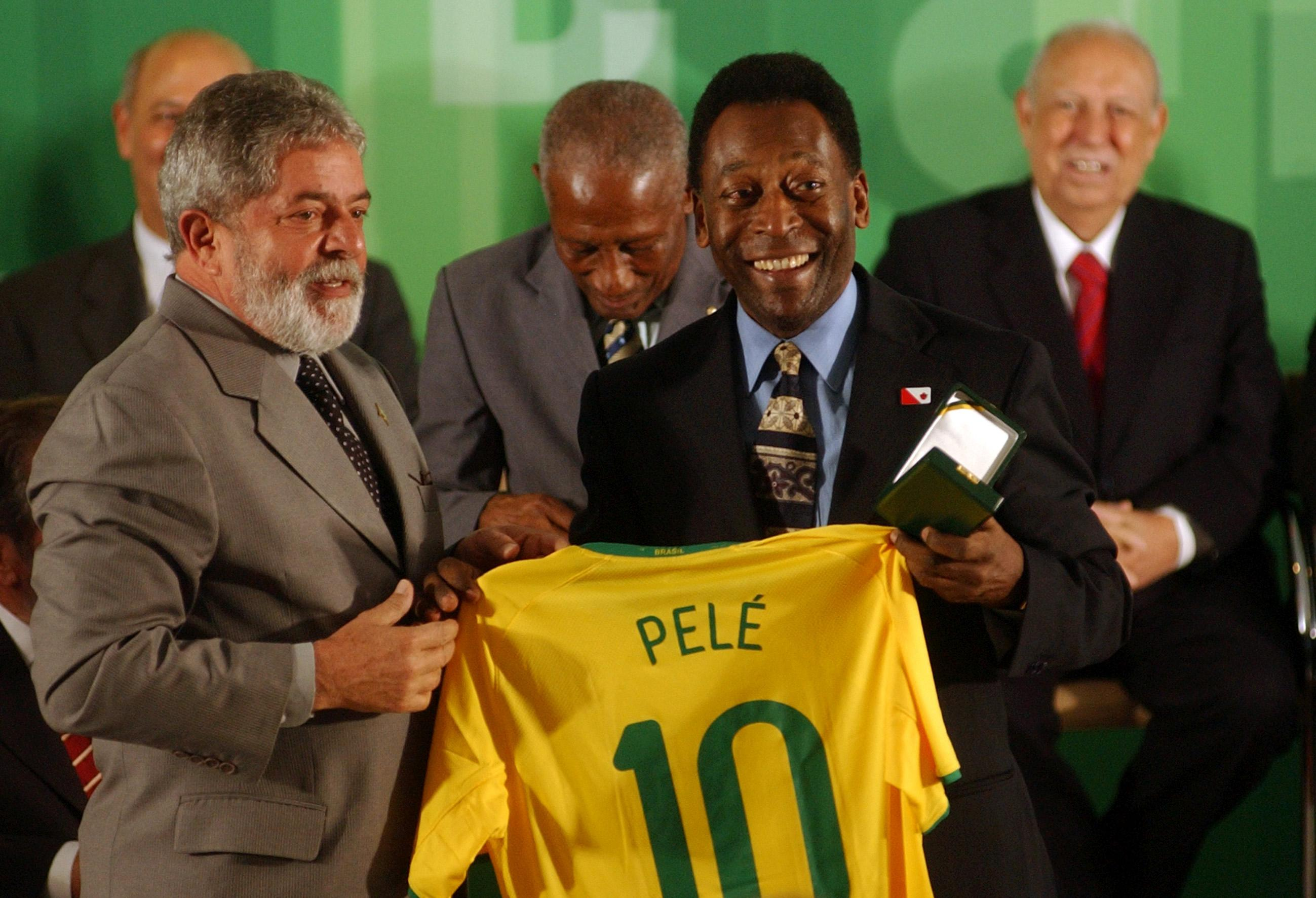
ペレとブラジルのルイス・イナシオ・ルーラ・ダ・シルヴァ大統領（2008年）

ペレは、ニューヨーク・コスモスでの現役引退後に慈善試合や、1980年9月24日に行われたベッケンバウアー引退記念試合や、1987年1月に地元ブラジルで開催されたシニア・ワールドカップなど8試合に出場している。また引退から9年後の1986 FIFAワールドカップの際には、ブラジル代表のメンバーとして出場する可能性があり、当時のテレ・サンターナ監督も「控え選手として上手く起用出来ればありえない話ではない」と発言していた。この時、既に45歳を迎えていたペレの大会出場が実現すればワールドカップ最年少出場記録と最高齢出場記録を保持することになったが、最終的に参加は見送られた。1990年10月31日には生誕50周年を祝してイタリア・ミラノにあるスタディオ・ジュゼッペ・メアッツァで記念試合が行われ、ブラジル代表の10番として世界選抜と対戦し前半42分までプレーしたが、これが最後の試合出場となっている。
2011年、古巣のサントスFCがコパ・リベルタドーレスを48年ぶりに制し同年12月に日本で開催されるFIFAクラブワールドカップ2011への出場権を獲得したが、同大会へのペレの出場が取り沙汰された。同年8月に同クラブの会長は「70歳という年齢から、長い時間プレーすることは難しいが、皆を感動させるには彼のたった一つのプレーだけで十分である」とペレの現役復帰の可能性を示唆し、最終的な判断は監督のムリシ・ラマーリョに一任すると述べた。
その一方で、ペレの代理人はメディアの取材に対し「ペレのスケジュールは1年間を通じて全て埋まっており、実現は不可能である」と会長の発言を否定。同年11月にラマーリョ監督によりFIFAクラブワールドカップに出場する23名の選手が発表されたが、ペレの名前はなかった。

### 晩年
2021年の定期健診の際に上行結腸に結腸がんが見つかり、9月4日に摘出手術を受けたあと約1カ月間入院し、同年12月8日よりサンパウロにあるアルベルト・アインシュタイン病院に入院し化学療法を開始。同年12月23日には退院したが、がん治療は継続され、以降は病院にて1カ月に1回検査を受ける生活が続いた。2022年4月18日よりアルベルト・アインシュタイン病院に再入院。2022年11月29日より治療の見直しを行うため再び入院し、入院後には呼吸器感染症の感染も確認された。
折しもカタールにおいてFIFAワールドカップが開催されているさなかの再入院報道だったため、同大会に出場しているブラジルサポーターが試合前の国歌斉唱の際にペレの回復を祈る横断幕を掲げたり、開催国のカタールにある高さ300mのアスパイア・タワーには、ペレの姿を大きく映し出すライトアップが行われた。12月3日には、化学療法が期待通りの結果を出さなくなったため緩和ケアに移行したとブラジルの地元紙が報じたが、翌日にはペレの家族が報道の一部を否定し緩和ケアは行っていないとした。12月29日に大腸がん進行などによる多臓器不全により82歳で死去した。ちなみにペレが死去した時、彼の母親であるセレステ・アランテスは100歳でなお健在であった。その後同日、ボルソナロ大統領はペレの功績を称えるとともに3日間の服喪を布告した。また、映画『勝利への脱出』でペレと共演した俳優のシルベスター・スタローンは、自身のインスタグラムなどでペレの死を悼んだ。バラク・オバマ元アメリカ合衆国大統領は「世界でも最も有名なアスリートの1人で、彼は人々を団結させるスポーツの力を理解していた」とコメントし、ジョー・バイデン大統領も「恵まれない生い立ちからサッカー界のレジェンドになったことは何が可能かという物語だった」と称えた。2023年2月末には生前の功績が称えられてザ・ベストFIFA特別賞が贈られた。式典には生前最後の妻であるマルシア・シビーリ・アオキが代わりに出席してロナウドから記念トロフィーが授与された。実母セレステ・アランテスは、2024年6月19日に101歳で死去したが、息子が死去したことを知らされることはなかった。

## 人物

### プレースタイル

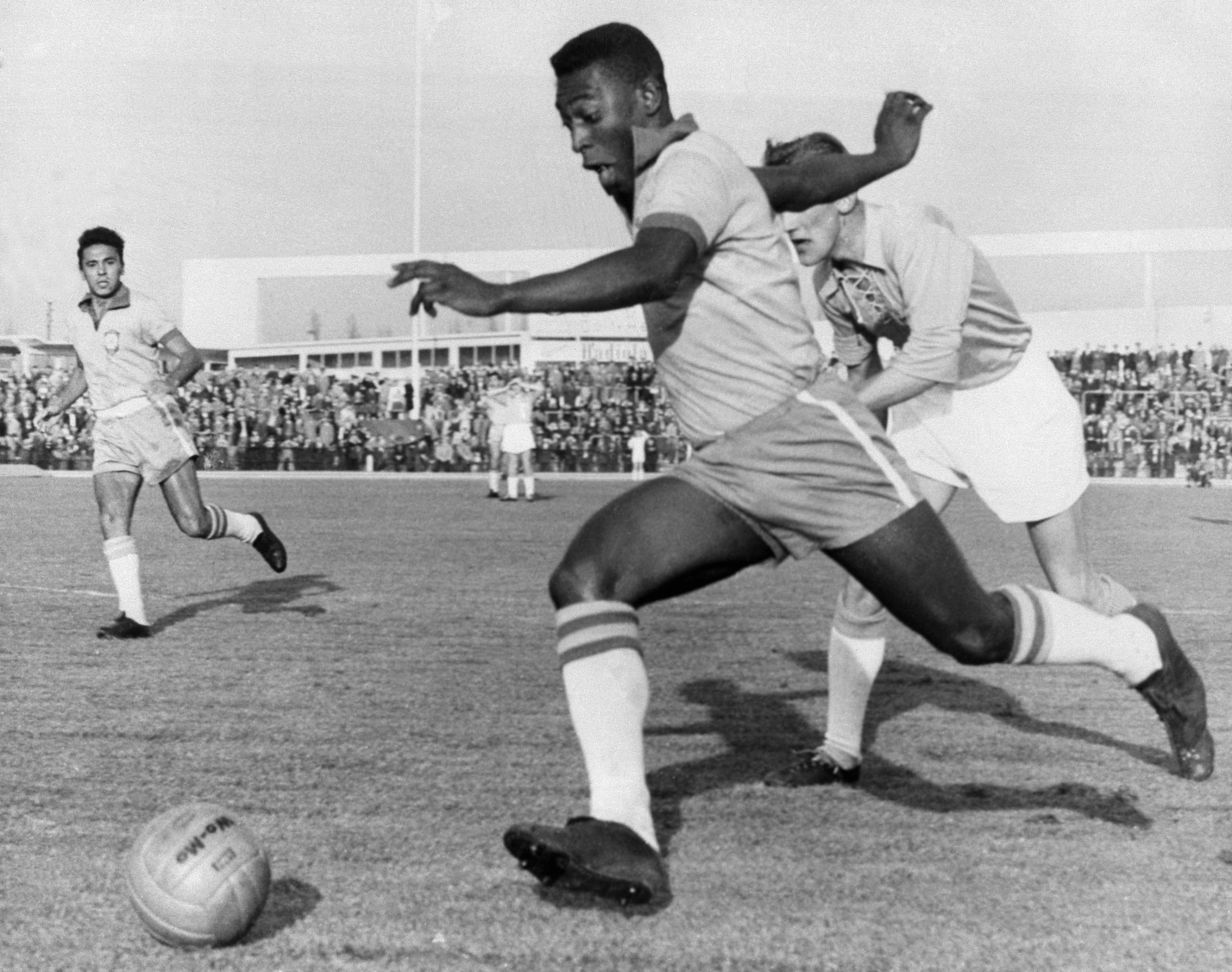
1960年のペレ

サッカー選手としては小柄な体躯ではあったが、身体能力が高くバランス感覚に優れ、アメリカのスポーツ誌『スポーツ・イラストレイテッド』からは「ペレは世界中のスポーツマンの中で最も完全な体格の持ち主」と断定されている。自身より大柄な相手ディフェンダーの激しいタックルにも当たり負けせず、跳躍力を生かした打点の高いヘディングも得意としていた。ペレは100m走を10秒台で走る俊足とアフリカ系黒人選手特有の瞬発力や脚の筋力を生かし、リズムを急激に変えることでDFのマークを外すドリブル突破を得意としていたが、ドリブルの際には大きなストライドでなく常に足下にボールを置きながら細かなステップでコントロールしていた。打点の高いヘディングや足下に吸い付くようなドリブル、左右両足から放つ正確なキックといったフォワードとしての基本技術は、ペレと同じく現役時代にセンターフォワードを務めていた父親のドンジーニョの教えによるものだった。
身体能力や得点能力が際立つが、背番号9タイプの古典的センターフォワードのように前線で孤立してチャンスを待つのではなく、下がり目の位置から前線に飛び出すプレーを好んだ。ペレは自著で自らのプレースタイルについて、
と語っている。一方で、
と語るように独創的なプレーの持ち主でもあった。

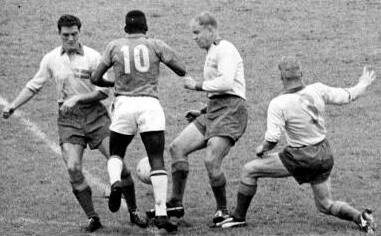
1958年ワールドカップ、対スウェーデン戦においてドリブルを行うペレ

1958年ワールドカップのスウェーデン戦でみせた、突進するDFの頭上にボールを浮かせてから相手の背後に回りこむ「シャペウ」（ポルトガル語で帽子の意）あるいは「レンソウ」（ポルトガル語でハンカチの意）とも言われるプレー、1970年ワールドカップ準決勝のウルグアイ戦で相手GKのラディスラオ・マズルケビッチと1対1になった場面で、ボールを意図的にスルーしてGKの予測の裏を突き、反対側をすり抜けてシュートを放った「ドリブレ・ダ・バッカ」（ポルトガル語で牛のドリブルの意）の変形ともいえるプレーなど、予測のつかないプレーを一瞬で判断して実行した。ウルグアイ戦でのGKをかわした後に放ったシュートはゴールを外れたものの、このプレーは「世界サッカー史上で最も美しいノーゴール」と呼ばれ、ペレ自身も「ゴールはならなかったが、ゴール以上に有名になった」と語って誇りとしているプレーである。また、ペレはトップスピードで走る複数の選手が壁パスを繋ぎながらゴール前に迫る「タベリーニャ」と呼ばれるコンビネーションプレーを考案したと言われている。
ブラジル代表時代の同僚だったガリンシャとの比較においては、「ドリブルの技術ではガリンシャの方が上」との声もあるが、ペレは自由奔放にプレーをしていたガリンシャとは異なり年齢と共にポジションを下げチームプレーに徹し、状況に応じて積極的な守備を行う知性を持ち合わせていた。恵まれた反射神経を生かしてゴールキーパーを務めたこともあり、サントスFCでは4試合、ブラジル代表では1試合に出場した。

### 家系
ペレの祖先の出自にはアンゴラ出身とする説とナイジェリア出身とする説がある。ナシメントという姓は祖先がアフリカ大陸からブラジルに奴隷として連れられた際に、最初に働いていた農場の経営者の姓だと言われている。ブラジルで奴隷制度が廃止されたのは1888年であり、この頃に生まれたペレの祖母らは生まれながらに自由を獲得できた最初の世代となった。
父ドンジーニョは元サッカー選手であり、伯父のフランシスコも元サッカー選手であり才能豊かな選手だったが、25歳で早逝した。弟のジャイール（通称、ゾカ）も一時はサッカー選手を志し、ポジションはミッドフィールダーを務めていた。兄と同様にサントスFCに入団し将来を嘱望されていたが、マスコミから兄と比較され続けることに嫌気が差し若くして引退。その後は弁護士に転身した。

### 私生活
1966年に白人女性と最初の結婚をし、一男二女に恵まれたが1978年に離婚。長男のエジーニョは後にサッカー選手を志し、父親の古巣であるサントスFCのテストを受けて合格。父親とは違いゴールキーパーを務めていたが、怪我の影響もあって1999年に現役を引退した。エジーニョは引退後は父の経営するサッカー事業に携わっていたが、2005年に麻薬密売に関わっていた容疑で逮捕され、刑務所に収監された。仮釈放後は麻薬中毒のリハビリを受けていたが、2006年に麻薬密売組織の資金洗浄に関わった容疑で再逮捕された。
最初の妻との離婚後、ドイツ系ブラジル人のマリア・ダ・ガラサ・メネゲルと交際した。彼女はシュシャという芸名でモデルとして活動しており、1980年代初頭には『PLAYBOY』誌の表紙を飾った。後にブラジルの子供番組の司会者に抜擢されると、ペレは彼女の経歴を懸念しPLAYBOY誌と独占インタビューに応じる代わりに彼女の写真のネガを引き渡す取引を行った。シュシャはこの番組出演を皮切りに映画出演や歌手としても成功を収め、ペレ自身も彼女の番組に特別出演した。シュシャはペレと別れた後はF1ドライバーのアイルトン・セナと交際したが、このことからシュシャを巡ってペレとセナの間でトラブルがあったとの噂が広まった。
1994年4月に心理学者でゴスペル歌手のアシリア・セイシャス・レモスと再婚し、1996年に双子が生まれた。アシリアは2006年にゴスペル界のグラミー賞といわれるGMA賞にノミネートされた。
これまでに2度強盗事件に見舞われている。1999年10月にサンパウロ市内で自動車強盗に遭遇したが、その際にペレは着用していた黒い帽子を脱ぎ顔を露わにすると、強盗は「あなたから金は取れない」と言って謝罪し、何も盗らずにその場から逃走したという。2008年6月13日にはサンパウロ州グアルジャで渋滞にあった際に10人程度の自動車強盗団の襲撃を受け、時計やネックレス、携帯電話などを奪われかけたものの、強盗団のうち数人はペレであることに気づくとその場で返却した。しかしネックレスを奪ったものはペレであることに気づかずにそのまま逃走した。
2016年に日系ブラジル人の実業家マルシア・シビーリ・アオキと3度目の結婚をした。2人が出会ったのは1980年代のニューヨークのパーティーであり、その後2008年に再度出会い、2010年から交際を始めた。

### 人となり
努力家で、非常に負けず嫌いな人物である。また、ピッチの上でも外でも自分を神のような存在であろうとする人物とも評される。短く刈り上げたヘアスタイルは、父親への敬意を示しており、メキシコで「ペレカット」として流行したことがある。また、「エンテンデ ?」（entende、「分かるかな ?」という意）という口癖は、ブラジル国内ではしばしば物真似をされている。
父親のドンジーニョはサッカー選手にとって有害とされているたばこと酒を一切やらず、父の影響を受けてペレも現役時代はたばこと酒を口にしなかった。一度友人たちとたばこを吸っているところを父が通りかかって見られてしまったことがあったが、家で父から「お前はサッカーの才能を持っている。自分でもわかっているだろう。将来きっといい選手になれるよ。でもたばこを吸ったり、酒を飲んだりしたらおしまいだよ。90分間走り回れる体力がなくなってしまうんだ。お前はどっちがいいんだい」と諭され、「私たち一家を、お前の誇りのためにも、もう人からもらおうなんて考えるんじゃないよ。たばこを買う金が必要になったら、いつでもいいなさい。あげるから」と言われたという。ペレはこの会話が忘れられないものになったといい、以降一度もたばこを口にしなかった。酒については近所のイタリア人の子供に誘われて赤ぶどう酒をビンの半分も飲んでしまい、死ぬかと思うほどひどく悪い気分になったという体験から飲まなくなったといい、この時は父からきついお仕置きを食らったという。

### 日本との縁
ペレが育ったサンパウロ州バウルは、農業移住者の日本人や日系人が多く住む町で、最後の妻・マルシア・シビーリ・アオキは日系ブラジル人だった。ペレは親日家だったとされ、1972年にサントスのエースとして初来日、国立競技場で日本代表（全日本）と対戦した。1977年9月にはニューヨークコスモスを率いて国立競技場で引退試合を行い、9月14日に開催された対日本代表戦「ペレ・サヨナラ・ゲーム・イン・ジャパン」は、当時のサッカー競技最多入場者数を記録する観衆7万人を集め、国立競技場が初めて満員になったといわれ、7,000万円ともいわれる純益を出し、資金繰りに行き詰まっていた日本サッカー協会（以下、JFA）を救い、慢性赤字から脱却したといわれる。電通からの興行の窓口として当時JFAの改革を進めていた長沼健JFA専務理事は、「ペレのおかげで救われた」と話した。
1984年には釜本邦茂引退試合に「助っ人」として参加する
など、その後も度々日本を訪れ、1993年のJリーグ開幕戦は、長沼健JFA副会長の隣席で観戦。日本サッカーの新たな船出を涙を流して喜び、川淵三郎Jリーグチェアマンと抱き合った。東日本大震災後の2011年10月には被災地を訪問し、児童にサッカーボールを贈るなどして励ました。釜本は「日本はペレを通じて世界のサッカーを知った。サッカーをスポーツの枠を超えた存在にした」と称えた。

## 人間関係

### マラドーナとの関係
1980年代から1990年代のスター選手であるアルゼンチンのディエゴ・マラドーナとはしばしば比較対象とされている。2000年12月にFIFA20世紀最優秀選手が発表されることになったが、ペレはFIFAの役員を始めとしたサッカー関係者による投票では72.25%の投票率を得て2位のアルフレッド・ディ・ステファノと3位のマラドーナを上回ったものの、FIFA公式サイトによるインターネット投票ではマラドーナが53.6%の投票率を得たのに対しペレは18.53%と下回った。FIFAは当初、最優秀選手を一人だけ選ぶ事にしていたが、双方の結果に対しブラジルとアルゼンチンの両国間で激しい論争となった。事態の沈静化に乗り出したFIFAは最終的にペレをFIFA選考委員会による最優秀選手とし、マラドーナはインターネット投票による最優秀選手として賞を分け合うことに決め、両者はイタリアのローマで行われた授賞式に出席した。
このように両者並び立つ存在として評価され、お互いに偉大な選手として一定のレベルで認め合う存在ではあるが、その一方で、ブラジルとアルゼンチンのライバル関係を元に両国のマスコミが煽り立てたこともあり、マラドーナが2020年11月に逝去するまでの間は長年事あるごとに批判や非難の応酬を繰り返した。マラドーナは子供時代に同じスラム街に生まれてサッカー界の英雄となったペレを訪ねて隣に座って親しく話したいという夢を抱き、1979年にはリオデジャネイロ巡礼の旅に出たほどであったが、1982 FIFAワールドカップでアルゼンチンが2次リーグのブラジル戦で敗れて敗退が決まった際にペレがマラドーナに対して「マラドーナは人間性に欠けるところがあるため、そのサッカーの才能を台無しにしてしまった」、「私は、マラドーナが世界のサッカーファンから称賛を受けるだけの十分な偉大さを持っている人間かどうか、大きな疑問を持っている」と手厳しく批判し、これでマラドーナもペレに対して悪感情を抱くようになった。
その後、2005年アルゼンチンのTV番組「ラ・ノーチェ・デル・ディエス」出演時にマラドーナと和解した。
ペレは2008年にマラドーナの薬物違反について「彼はドーピング検査で陽性反応が出ている以上、受賞したタイトル全てを剥奪されるべきだった。ドーピング検査で陽性反応となったオリンピック選手らはメダルを剥奪されているのだから、マラドーナが剥奪されないのはおかしい」とマラドーナを批判し、2009年9月には、マラドーナが「彼はW杯を多く勝ち取っているが、欧州でプレーするのはまた別のことだ」とペレの記録を軽視する発言をした直後に、ペレは「マラドーナは偉大な選手だが、右足で蹴ることができず、ヘディングでの得点はなかった。彼がヘディングで決めた唯一の重要な得点はハンドだったことが判明している」と反論。2010年6月には、2010 FIFAワールドカップの開催を過去に疑問視していた時期があったペレをマラドーナが大会開幕後に当時の発言を持ち出して批判すると、これに対しペレは「彼が代表監督を引き受けたのは、金と仕事を必要としていて、再び世間の注目を集めたいと思っていただけだ。監督にしたのは大間違いだ」「私にもっと敬意を払うべきだ」と反論。更にマラドーナも自分の監督手腕を疑問視されたことで「（ペレは）博物館へ戻るべきだ」とコメントし、非難の応酬を繰り返した。
2020年11月25日にマラドーナが逝去したことを受けて、ペレは自身のインスタグラムアカウントにおいて1986 FIFAワールドカップでアルゼンチンが優勝してトロフィーを掲げるマラドーナの写真を投稿し、「きょう悲しいニュースがあった。私は親愛なる友を失い、世界はレジェンドを失った。言いたいことはもっとあるが、ひとまず、神が彼の家族に力を与えてくれますように。いつか天上で一緒にサッカーができることを願う」と述べた。

### リベリーノとの関係
1960年代のインタビューで、司会「ペレ選手、あなたに出来ない事はないですね？」との問いに「コリンチャンスの試合での試合開始のキックオフで味方がワンタッチした球をリベリーノが直接ゴールした事があった。リヴァ（リベリーノ）はキーパーが前に出ていたことを見逃さなかったんだ。とにかく、そんなのは初めてだろ？」と述べているが、他方で非常に嫉妬していた。1966年頃までは国内でサントスのペレは無双であったが、以降はコリンチャンスのリベリーノがブラジル国内では人気・実力共にペレを抜きNO.1であった。また、『ペレが選んだ偉大なサッカー選手100人』からリベリーノを外している（各方面からクレームが付き、後に25人追加された中にリベリーノが入っている）。また、関係が修復したマラドーナとの会話では、「リベリーノはダメだ」とオフレコで述べている。また、マラドーナが自分（ペレ）ではなく「リベリーノに憧れた」発言には不満であった。総じて自分の地位を脅かすリベリーノに対して否定的な発言が多い。

### ガリンシャとの関係

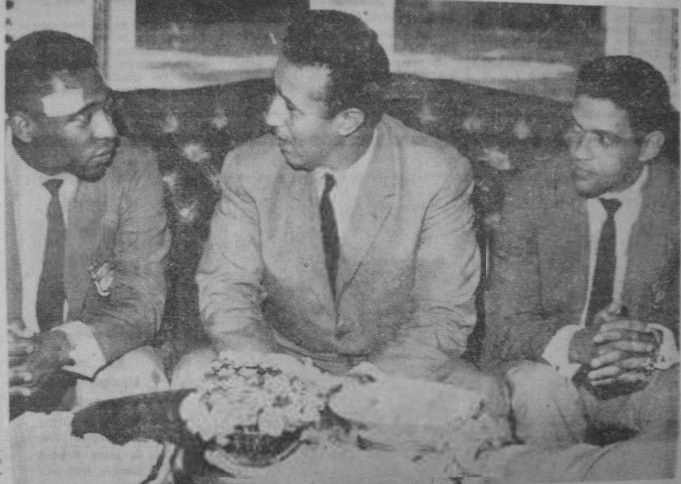
左側からペレ、アルジェリア民主人民共和国大統領のアフメド・ベン・ベラ、ガリンシャ（1965年6月17日）

ペレは当初ガリンシャのプレースタイルについて「次に何のプレーを選択するのか読めない」と当惑していたが、何度も話し合いを持つうちにやがて名コンビとなり、ブラジル代表で二人が揃って出場した試合は負け知らずという記録を残した。しかし、このことは当の本人達は一切知らず、話題にも上らなかった。また、後にガリンシャの妻となるサンバ歌手のエルザ・ソアレスとペレが交際していたとの噂が広まったこともあったが、ペレの自著によると根拠のないゴシップだとしている。ブラジル国内では比較対象とされることの多い二人だが、現役時代は活動拠点がそれぞれ異なっていたこともあって、ブラジル代表を離れると交流機会は少なかった。
引退後は全く異なる人生を送っていたがガリンシャの死の2か月前、1982年末にブラジルのプラカール誌により二人の特集が企画され再会を果たした。一方で翌1983年1月の葬儀にリオデジャネイロ選手組合会長のジーコらと同じく姿を見せなかったことが地元メディアの話題となった。

### アベランジェとの関係

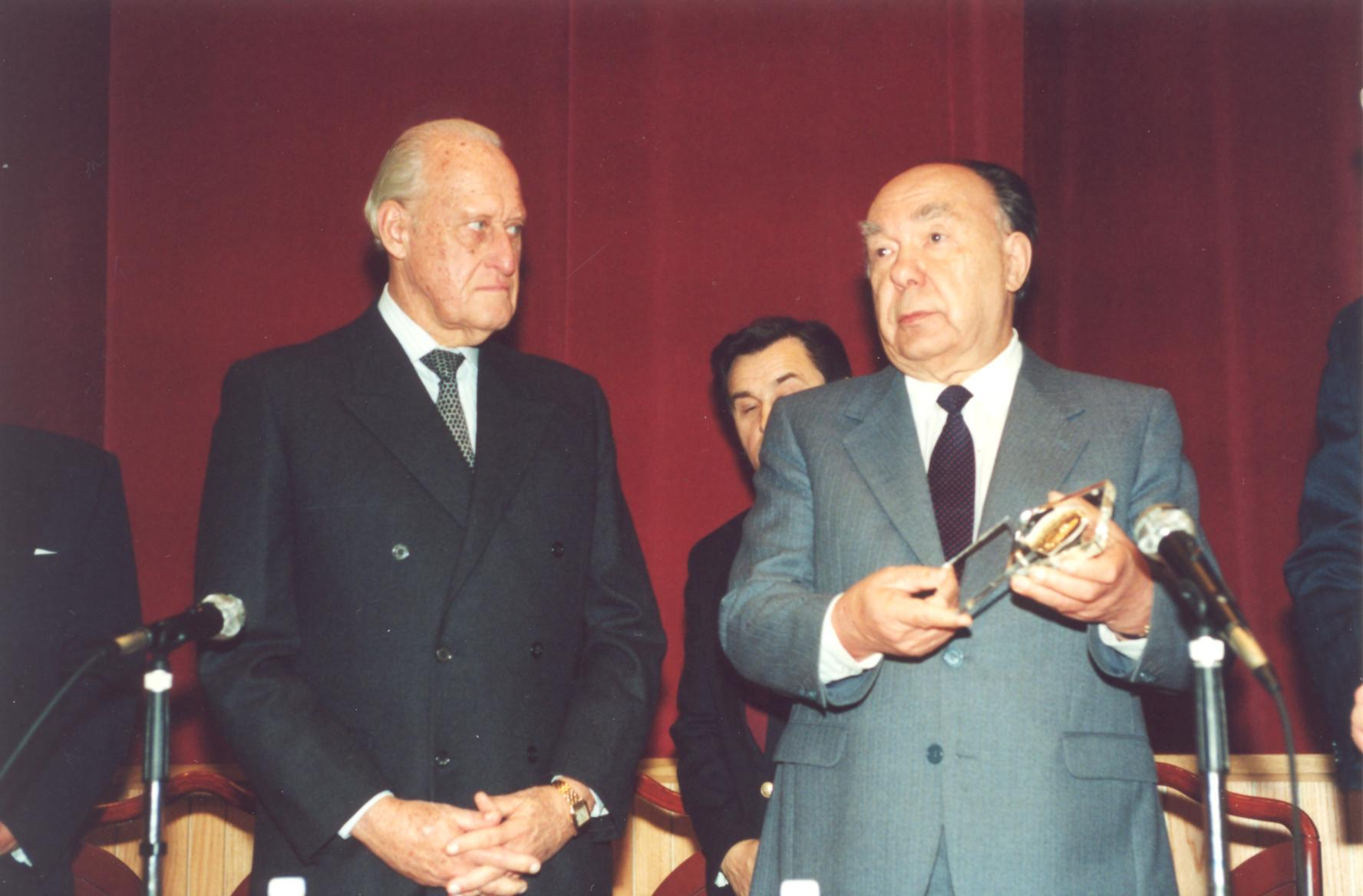
ジョアン・アベランジェ、右側の人物はアレクサンドル・ヤコブレフ（1995年）

1958年ワールドカップの際に、まだ17歳だったペレをブラジル代表メンバーに抜擢するように主張したのは当時ブラジルサッカー連盟 (CBF) 副会長を務めていたジョアン・アベランジェと言われている。
また、1966年のワールドカップでペレが「二度と代表チームではプレーをしない」と宣言した際には、あらゆる手を尽くして代表に復帰するように粘り強く説得した。これらの経緯からアベランジェは「ペレは私に大きな貸しがある」と考え、ペレ自身も敬意を示していた。
1970年代初頭にアベランジェがFIFA会長選挙立候補のためにアフリカ諸国を訪問した際には、ペレもこれに同行してアベランジェへの投票を陳情するなど全面的に協力。反アパルトヘイトを掲げて理事達の支持を得て1974年に南米出身者として初めてFIFA会長の座についた。アベランジェは各年代別の国際大会創設やスポンサーの獲得など手腕を発揮したが、後に独裁ぶりが非難をされるようになった。

## 影響
ペレの後継者と目される選手や、その国を代表とする攻撃的なポジションの選手は「○○のペレ」との異名が付けられることがある。ペレの現役時代には7歳年下のトスタンがゲームメイク能力と得点能力を併せ持った事から「白いペレ」、ソビエト連邦のストライカーだったエドゥアルド・ストレリツォフが「ロシアのペレ」の異名で呼ばれた。
1980年代から1990年代にはジーコが「白いペレ」、サウジアラビアのマジェド・アブドゥラーが「砂漠のペレ（アラブのペレ）」の異名で呼ばれた。ガーナのアベディ・ペレは10代の時に国外遠征に赴くためにパスポートを発給する際に本名の「アイェウ」を隠して偽名で「ペレ」を名乗ったが、そのプレーぶりが「ペレ」を名乗るのに相応しかったこともあって、「アベディ・ペレ」という選手名として定着していった。その後、1991年から3年連続でアフリカ年間最優秀選手賞に選ばれるなど、20世紀のアフリカを代表する選手の一人と評されるようになった。また1990年に同国のニイ・ランプティが16歳で欧州のクラブと契約してプロデビューを果たし、翌1991年に17歳以下のガーナ代表としてFIFA U-17世界選手権で優勝し大会最優秀選手に選ばれた際にはペレ自ら後継者に指名した。
2000年代以降、ブラジル国内ではロビーニョやネイマールといった選手が「新しいペレ」「ペレ二世」として紹介されていた。イングランドのウェイン・ルーニーは「白いペレ」と呼ばれており、彼が所属するマンチェスター・ユナイテッドFCのサポーターが唄うルーニーのチャント（応援歌）の中にも「白いペレ」の名が取り入れられている。また、ブラジル女子代表のエースストライカー・マルタは、2007年のパンアメリカン競技大会優勝時に、ペレ自身から「スカートを穿いたペレ」 (Pelé de saia) という異名を与えられた。これは従前からファンの間で両者を比較する声があり、大会終了後、ペレがこの比較に同意しながら「世界最高のサッカー選手は間違いなくスカートを穿いたペレだ」というコメントを出したものである。
また選手の中ではロナウジーニョ、ロベルト・カルロス、ウィントン・ルーファー、マフムード・アル・ハタビ、セルジオ越後、吉村大志郎、与那城ジョージ、それ以外の分野ではブランドン・ラウス（アメリカ合衆国、俳優）らがペレのファン、あるいはペレに影響を受けたことを公言している。

## 評価
テレビやインターネットが普及していない情報伝達の遅い時代に、様々なプレーを考案し実行した先駆的存在である。一方、ペレのプレーを止める為にラフプレーが横行し蔓延する結果となり、その対策として選手交代やイエローカードとレッドカードの制度が導入されるなど、その存在がサッカー競技に変化をもたらした。ブラジル代表ではペレ以降背番号10がエースナンバーとなったが、後に引き継いだ選手には相当のプレッシャーとなったという。
当時の選手では殆ど前例がない中、引退後の生活を考えて企業の広告塔として活動したこともあって、1970年代に欧州で行われたブランドとしての知名度の調査では、ペレの名前はコカ・コーラに次いで第2位にランクされた。1973年にブラジル国内で行われた知名度の調査ではエミリオ・ガラスタズ・メディチやリチャード・ニクソンを上回りペレが1位を獲得。引退後の1993年に、世界109か国991人のスポーツ記者を対象に行われたワールドカップ史上最も偉大な選手の投票において、第1位に選ばれた。知名度の高さについて、自ら「イエス・キリストより有名かもしれない」と発言したこともある。また、「ペレの綴りを知っているか?G・O・D（神）と書くんだ」と発言したイギリス人記者もいた。
かつて、ビアフラとナイジェリアの内戦を一時的に停止させるなど、政治家以上の影響力を持ち、引退後はブラジル大統領に就くことを公言してきた。1990年代にはブラジルのスポーツ大臣として利権者たちと対決して腐敗を告発し、一時期ブラジルサッカー界の近代化のための旗手となった。1999年には、タイム誌の選ぶ「20世紀の最も影響力のある100人」の一人に選ばれるなど、サッカーやスポーツの枠を超えた影響力のある人物と評価されている。
選手時代から病院や公共施設に多額の寄付を行い、孤児のための基金を設立するなどの功績により、人徳者として紹介される一方で、前述のようにブラジルサッカー界の腐敗を正す立場にありながらあっさりと権力者と手を結んでしまった姿勢や、ブラジル代表や現役としてプレーする選手たちへの辛辣な発言が物議を醸すことがあり、一部で人間性に疑問の声も出ている。ペレについてはかつてのチームメイトや対戦相手だけでなく政治家や芸術家など様々な分野の人間がそれぞれの立場からコメントを残している。
FIFAワールドカップの優勝国予想がことごとく外れることで知られている。

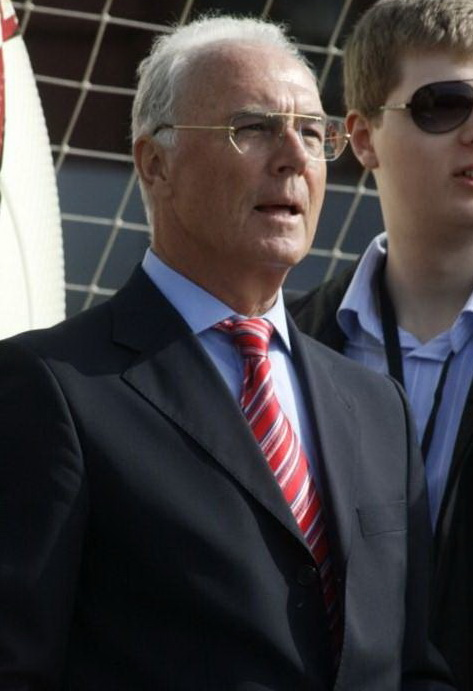
「私は素晴らしい経験をしている。それはペレと共にプレーをしたことだ」 - フランツ・ベッケンバウアー（ドイツ）
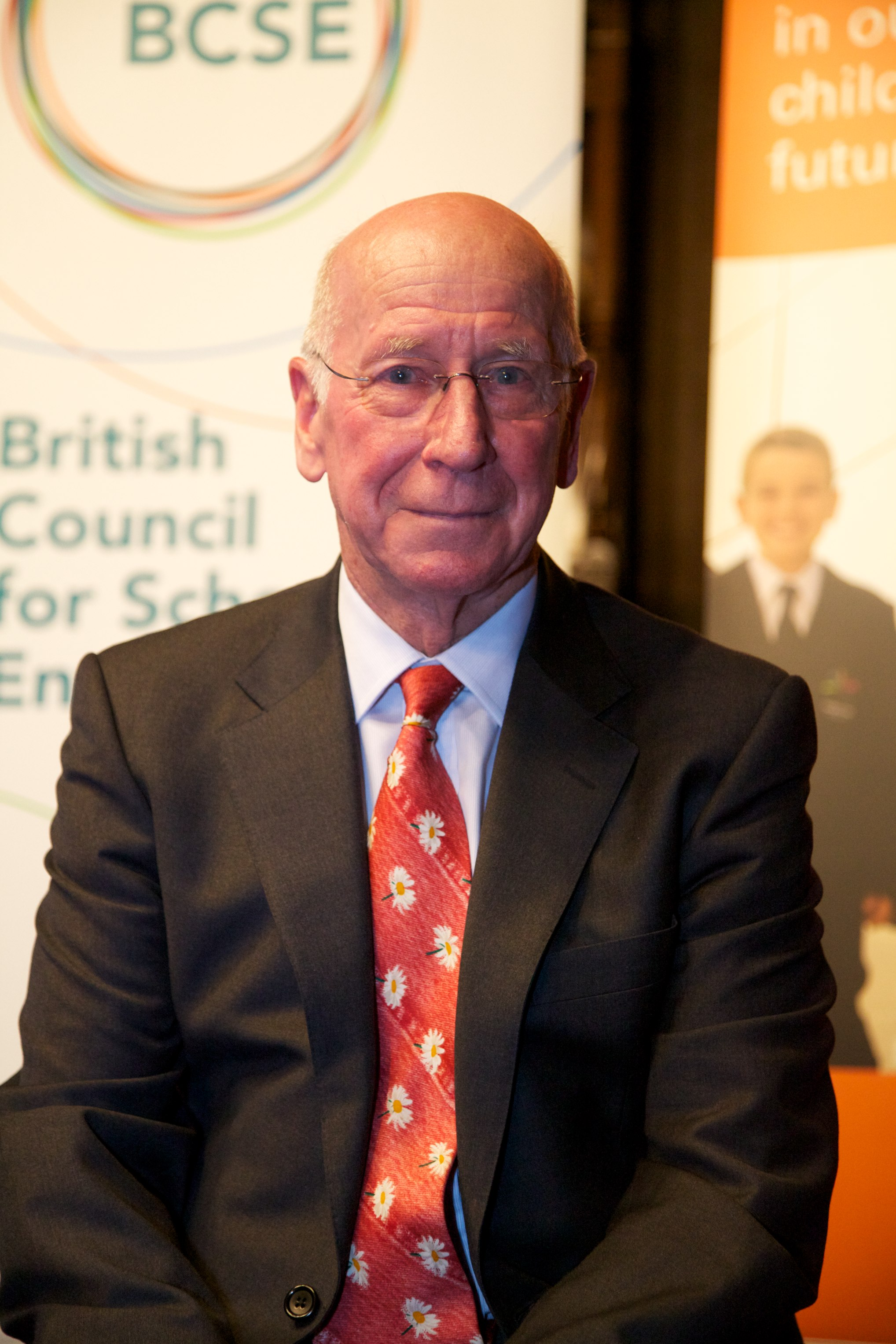
「時々、サッカーという競技は彼の為に創造されたのではと考えることがある」 - ボビー・チャールトン（イングランド）
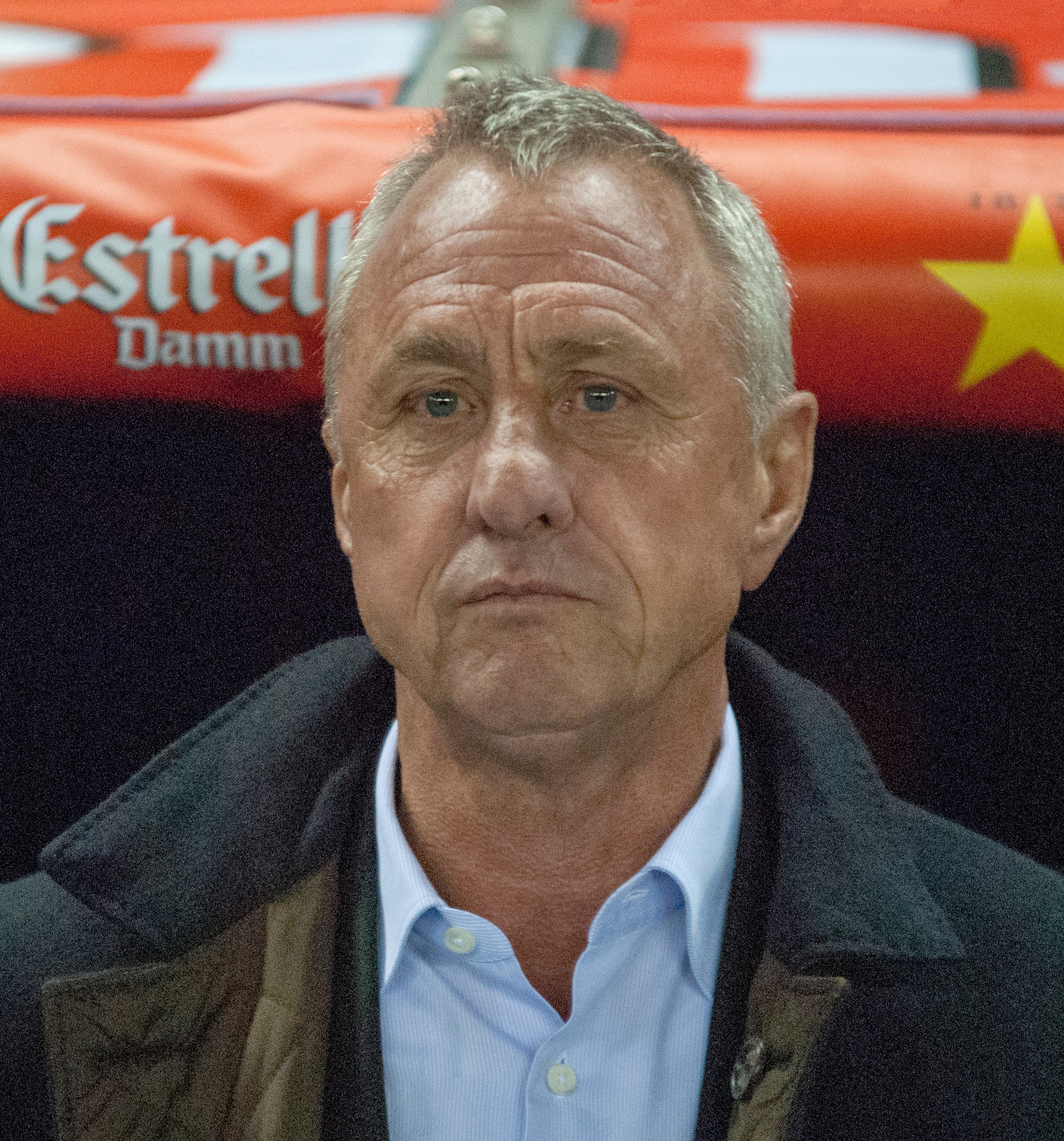
「ペレは論理の限界を超えた唯一の選手だ」 - ヨハン・クライフ（オランダ）
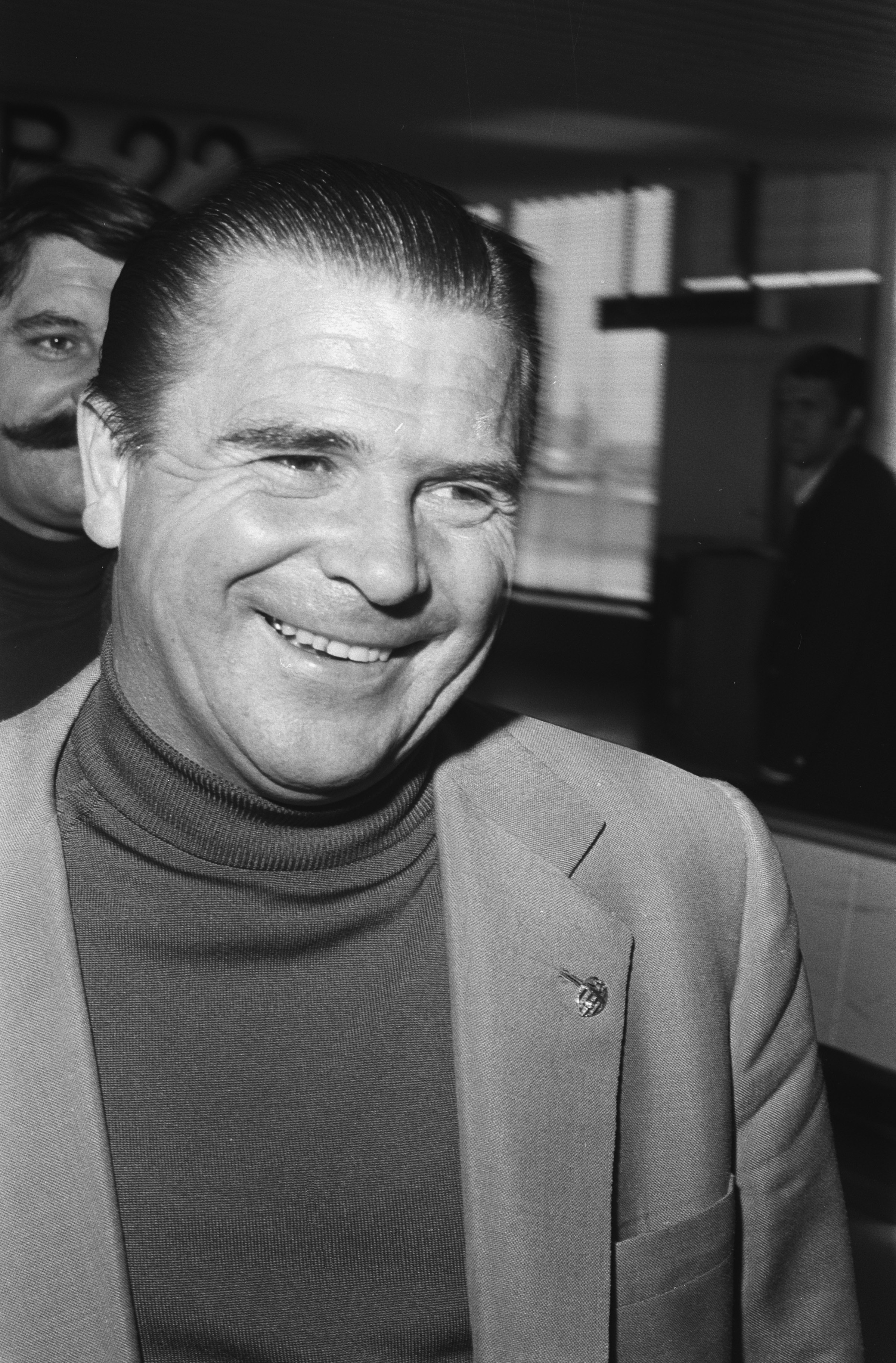
「史上最高の選手はディ・ステファノだが、ペレはその枠に収めることは出来ない」 - フェレンツ・プスカシュ（ハンガリー）
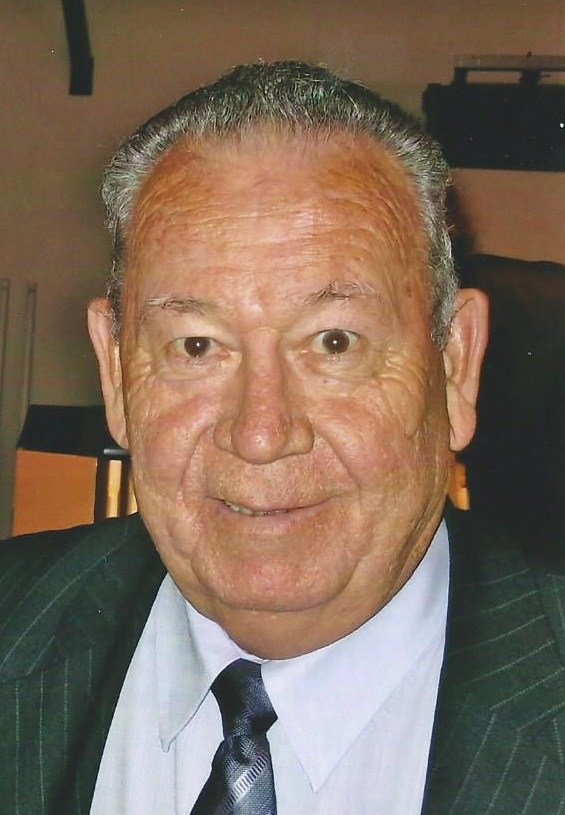
「ペレのプレーを見たときから引退を考えるようになった[注 9]」 - ジュスト・フォンテーヌ（フランス）
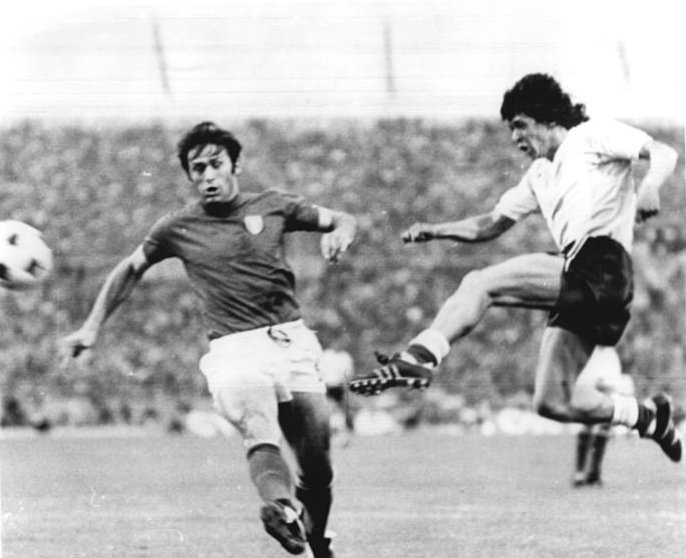
「相手は我々と変わらない同じ人間だと考えていた。でも、それは間違いだったんだ[注 10]」 - タルチジオ・ブルニチ、イタリア、1970年）
「マンマークで付くとゴム鞠のように弾き返された。今、思い出しただけでも身震いがする[注 11]」 - 山口芳忠（日本、1972年）[269]
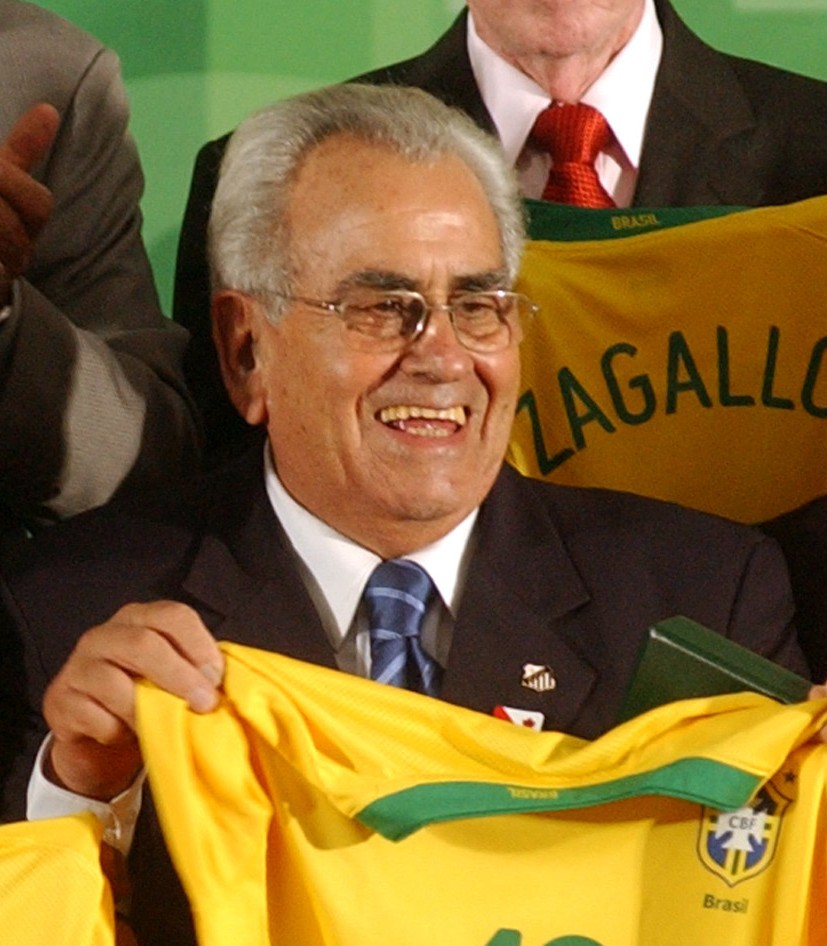
「ペレは別格だった。完璧な人間や選手は、この世に存在しないが、殆どのプレーを完璧にこなし、相手の意表をつくことも出来た」 - ジト（ブラジル）

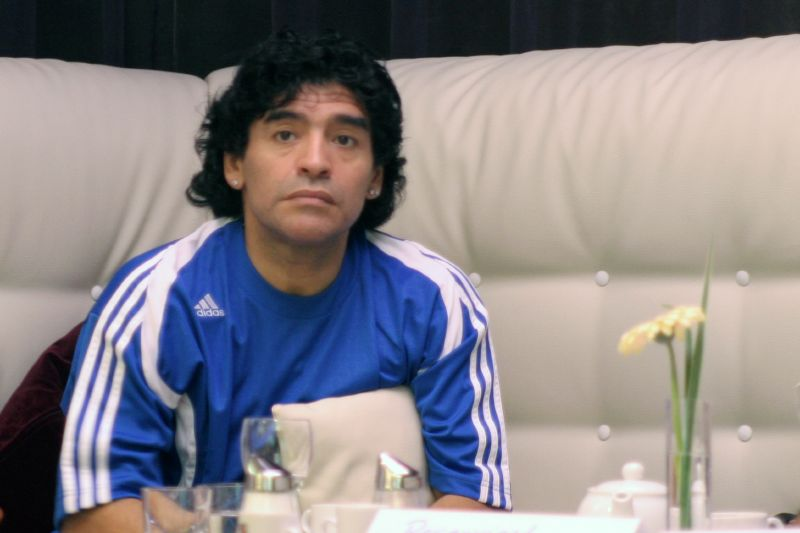
「選手としては偉大だったが（中略）、一人の選手が一国の大統領になろうと考えるべきではない」 - ディエゴ・マラドーナ（アルゼンチン）
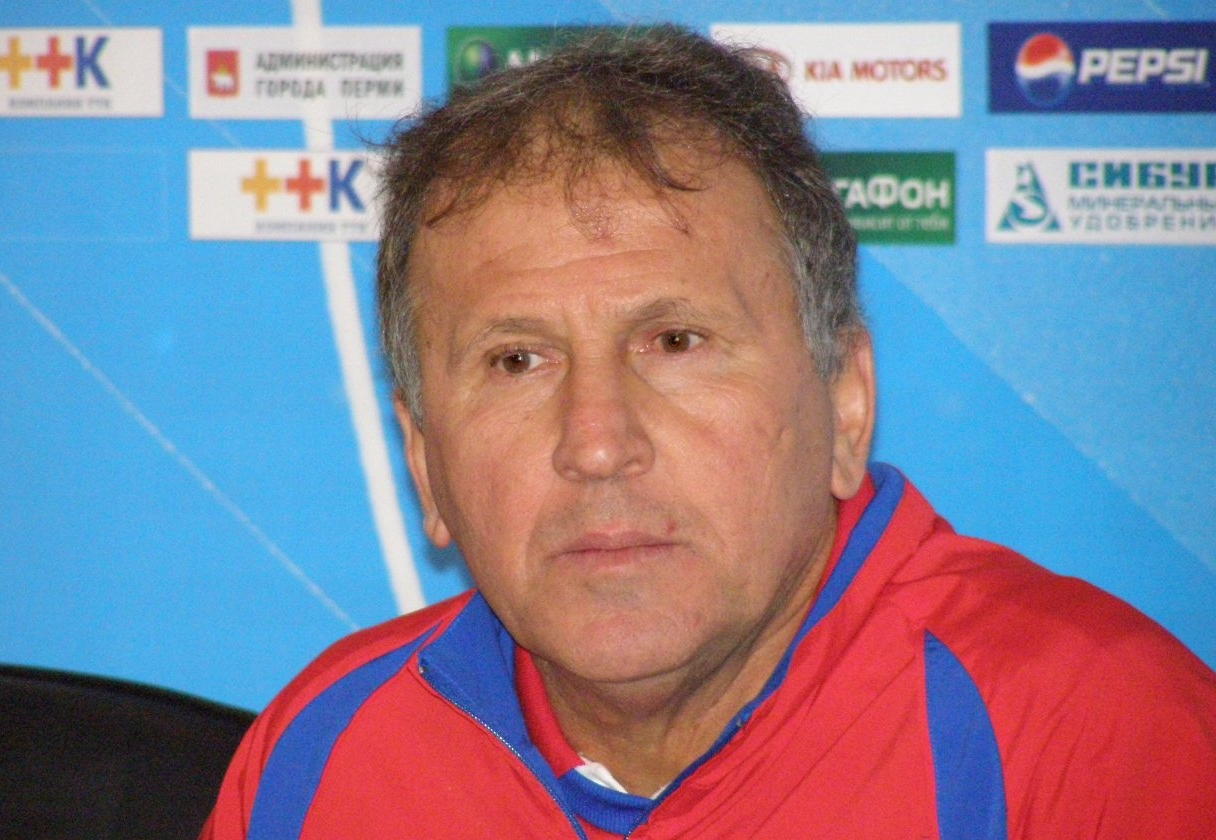
「私は様々な国を訪れた経験があるが、その中にはペレをブラジルという国と同義語として認識している国もあった」 - ジーコ（ブラジル）
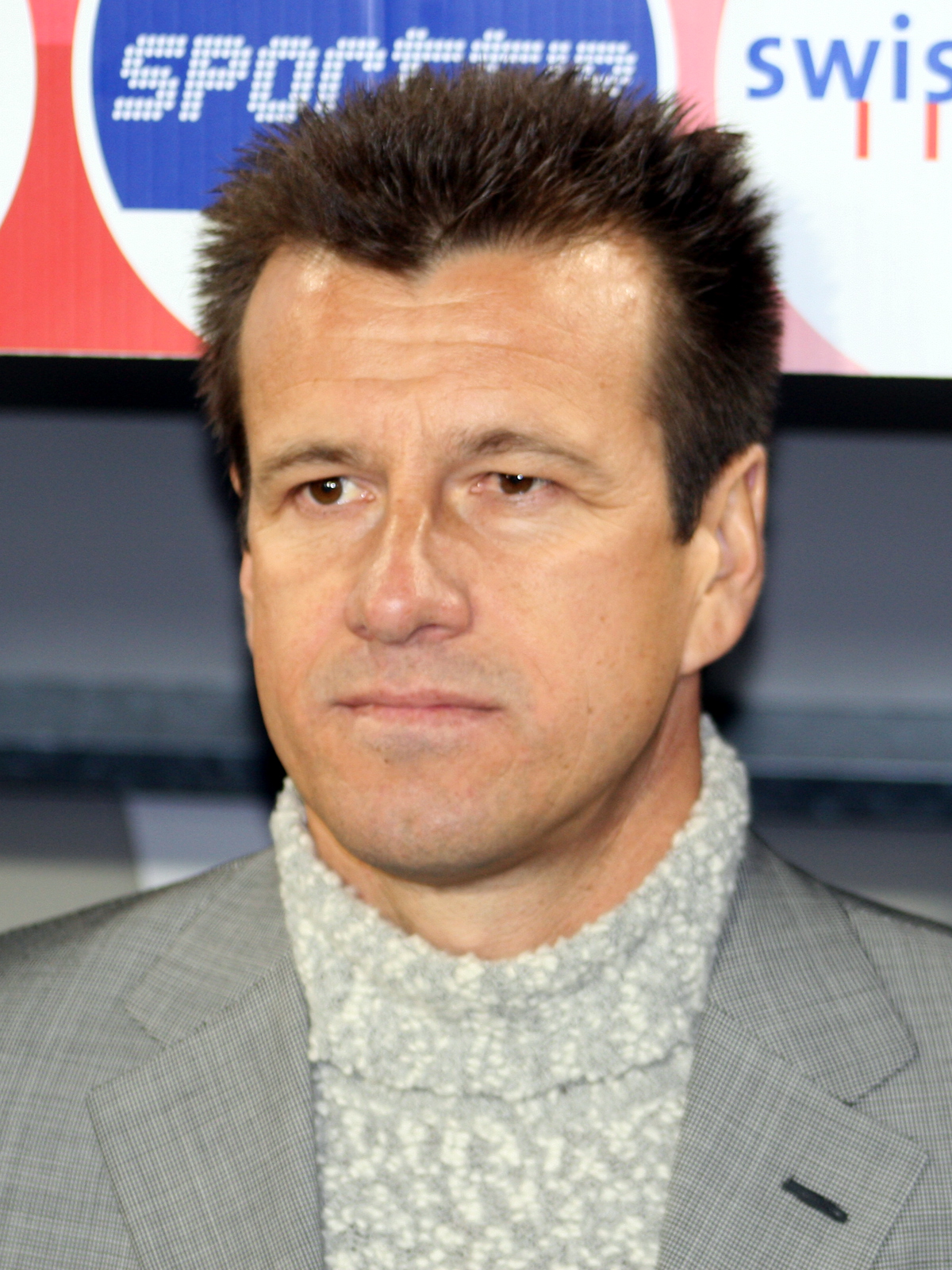
「彼は我々に嫉妬しているのさ。皆が言ってるよ「私が、私が、私が」のペレだってね[注 12]」 - ドゥンガ（ブラジル、1994年）
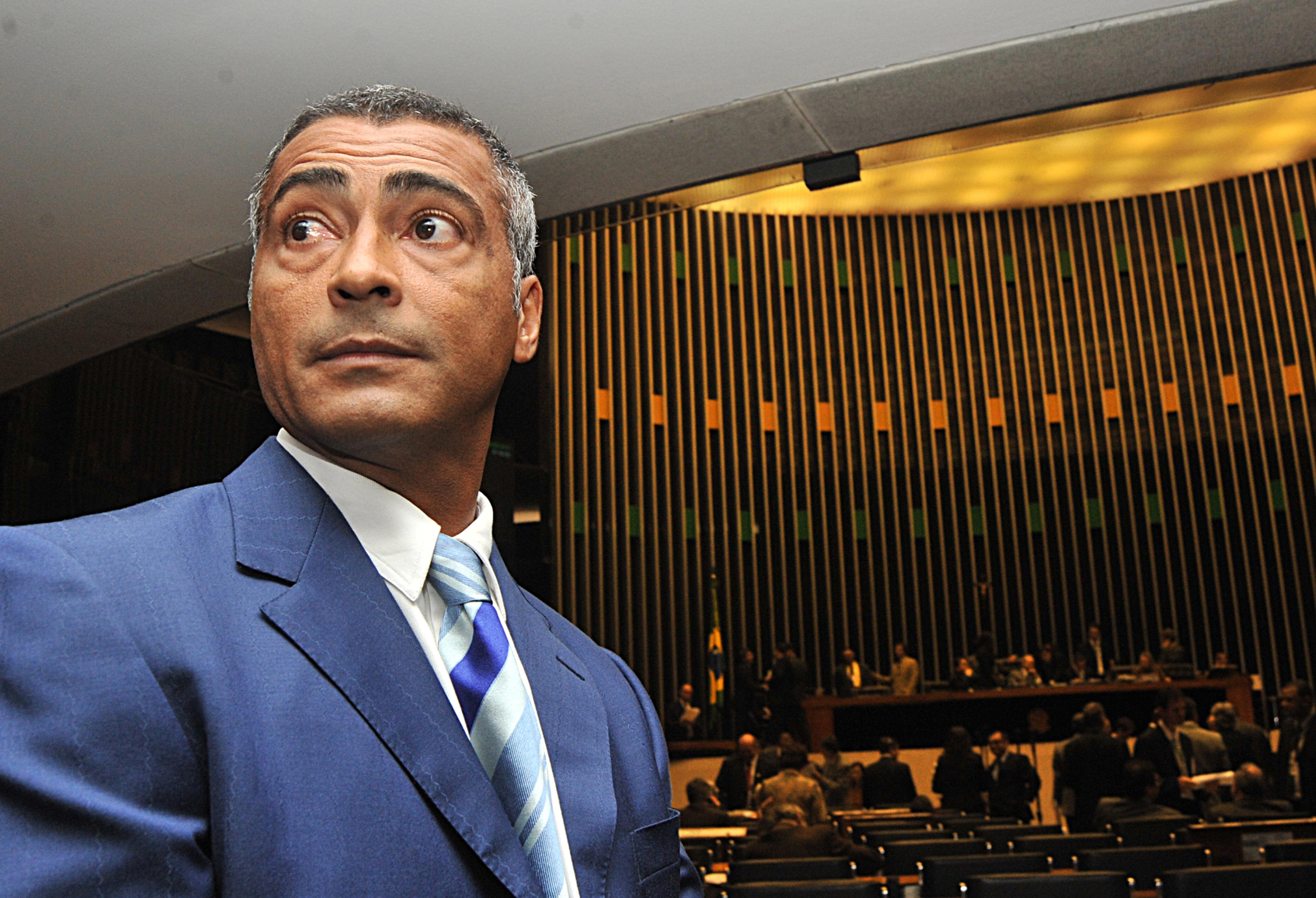
「彼は黙っていれば詩人のようだが（中略）、自分の口に靴を突っこんでいればいい[注 13]」 - ロマーリオ（ブラジル、2005年）
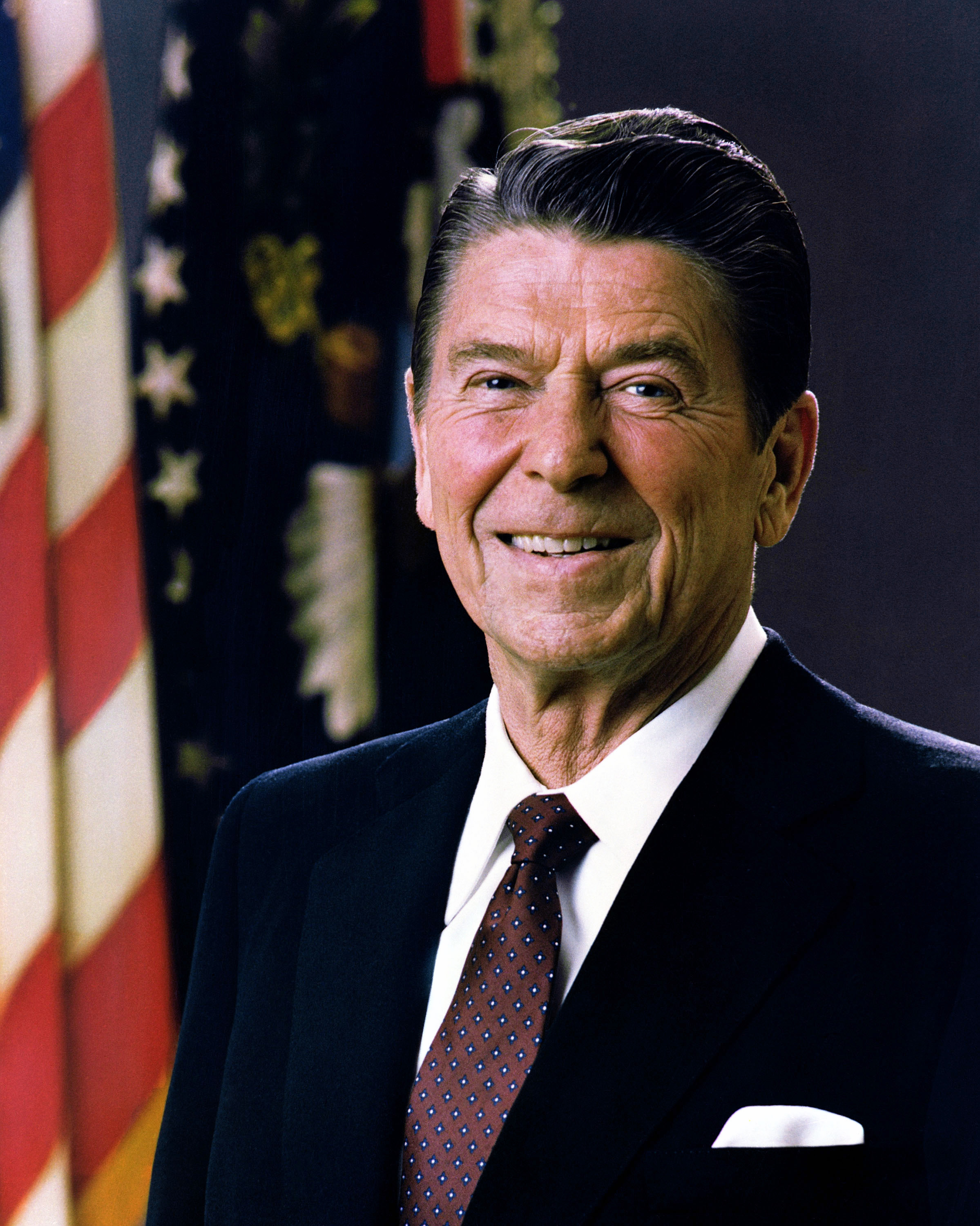
「自己紹介の必要はありません。あなたのことを知らない者などいませんから」 - ロナルド・レーガン（アメリカ合衆国）
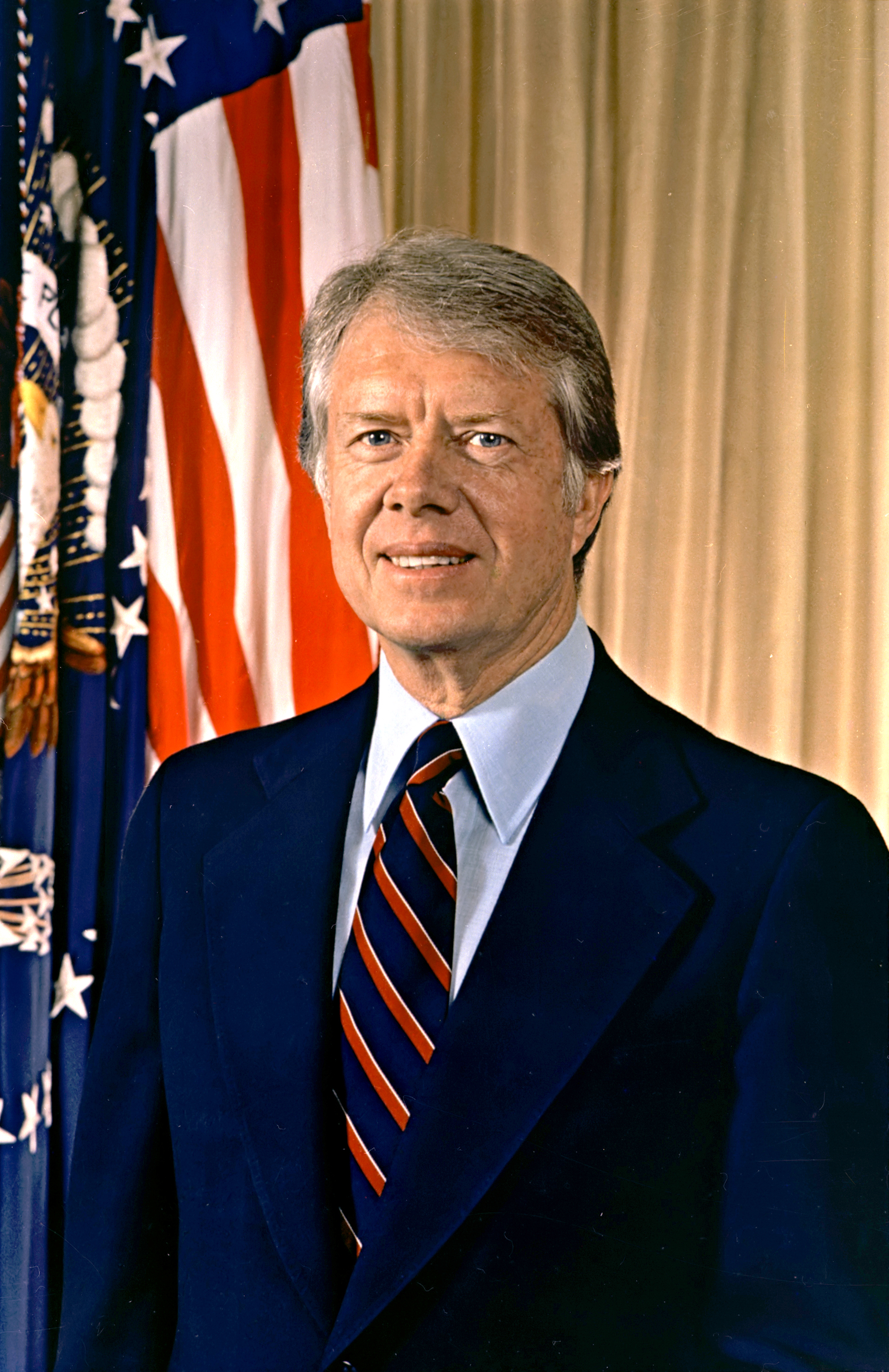
「ペレはアメリカのサッカーをかつてないレベルにまで導いてくれた。彼でなければ果たせなかった任務だ」 - ジミー・カーター（アメリカ合衆国）
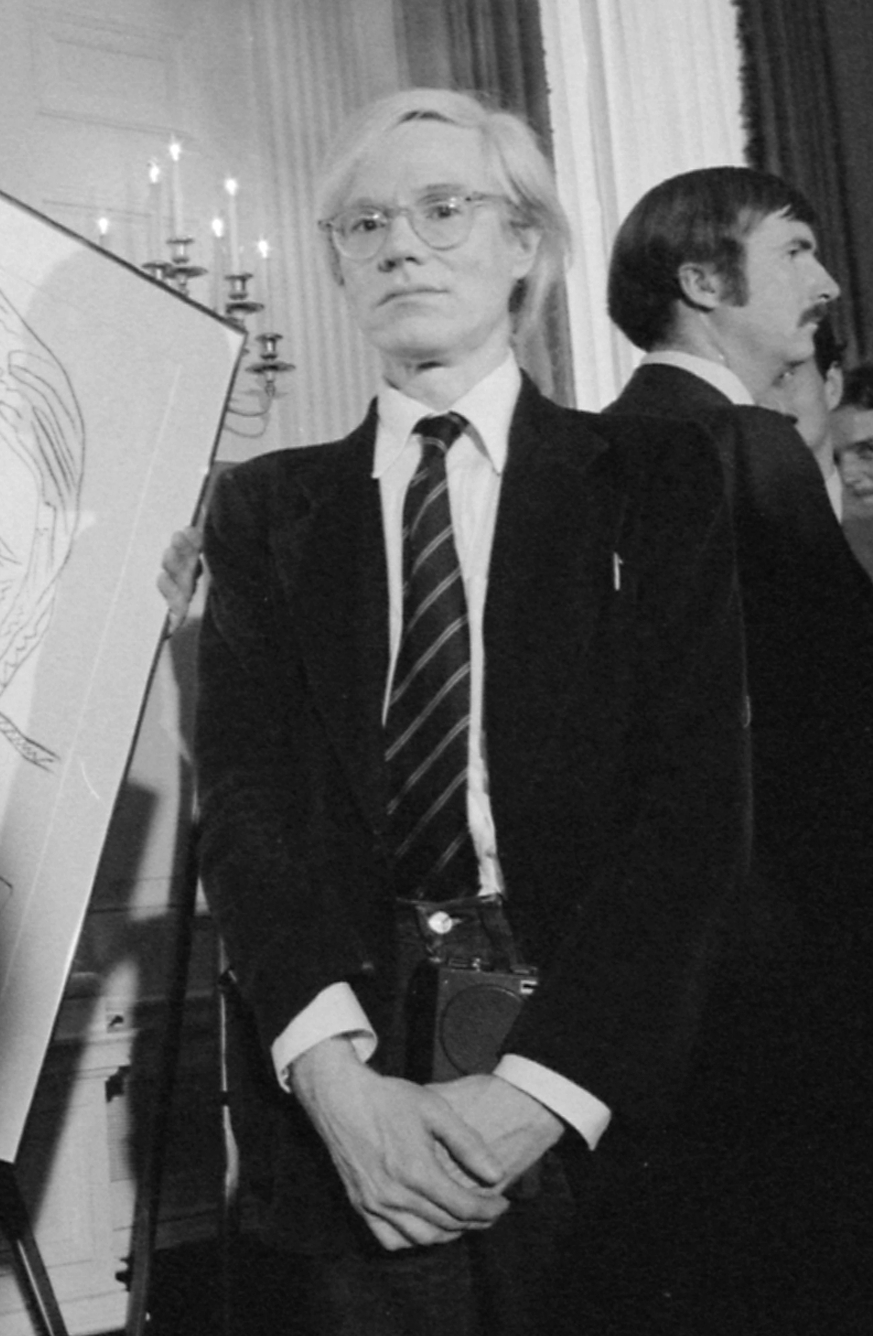
「彼は私の理論に反する数少ない人物の一人だ」 - アンディ・ウォーホル（アメリカ合衆国）
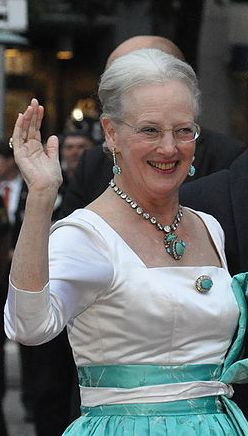
「民衆により即位したただ一人の「王」に会えることを光栄に思う」 - マルグレーテ2世（デンマーク）

## 獲得タイトル
クラブ
- サンパウロ州選手権優勝 11回（1956年、1958年、1960年、1961年、1962年、1964年、1965年、1967年、1968年、1969年、1973年）[4]
- リオ・サンパウロ選手権（英語版）優勝 4回（1959年、1963年、1964年、1966年）[4]
- タッサ・ブラジル優勝 5回（1961年、1962年、1963年、1964年、1965年）[4]
- コパ・リベルタドーレス優勝 2回（1961年、1962年）[4]
- インターコンチネンタルカップ優勝 2回（1962年、1963年）[4]
- インターコンチネンタルスーパーカップ（英語版）優勝 1回（1968年）[278]
- 北米サッカーリーグ優勝 1回（1977年）[4]

代表
- FIFAワールドカップ優勝 3回（1958年、1962年、1970年）[4]

個人
- FIFAワールドカップ・最優秀若手選手賞 1回（1958年）[279]
- 南米選手権得点王 1回（1959年）[280]
- サンパウロ州選手権得点王 11回（1957年、1958年、1959年、1960年、1961年、1962年、1963年、1964年、1965年、1969年、1973年）[4][281]
- タッサ・ブラジル得点王 3回（1961年、1963年、1964年）[4]
- リオ・サンパウロ選手権得点王 1回（1963年）[4]
- コパ・リベルタドーレス得点王 1回（1965年）[4]
- 南米年間最優秀選手賞 1回（1973年）[4]
- 北米サッカーリーグ最優秀選手賞 1回（1976年）[4]
- BBC選定年間最優秀スポーツ選手（1970年）
- アメリカ合衆国サッカー殿堂（1993年）
- 大英帝国勲章1997年）
- 国際連合児童基金選定20世紀最優秀サッカー選手（1999年）
- タイム誌選定20世紀の最も影響力のある100人（1999年）
- 20世紀の偉大なサッカー選手100人 1位（ワールドサッカー誌選出 1999年）
- 国際サッカー歴史統計連盟 (IFFHS) 選定20世紀最優秀サッカー選手（1999年）
- 国際サッカー歴史統計連盟 (IFFHS) 選定20世紀最優秀南米サッカー選手（1999年）
- 国際オリンピック委員会 (IOC) 選定20世紀最優秀アスリート（1999年）[4]
- 国際サッカー連盟 (FIFA) 選定20世紀最優秀サッカー選手（2000年）
- ローレウス世界スポーツ賞・生涯功労賞部門 （2000年）
- FIFA 100 （2004年）[4]
- BBC年間最優秀スポーツ選手生涯功績賞（2005年）
- バロンドール・ドリームチーム（2020年）
- ザ・ベストFIFA特別賞 (2022年)[147]

## 個人成績
国際サッカー連盟（FIFA）公式サイトによると、1954年に14歳でデビューしてから1977年に引退するまで、実働23年で通算1363試合出場、1281ゴール。公式記録として残っているものの中では、世界最高の記録である（非公式ではゲルト・ミュラー1461点、アルツール・フリーデンライヒの1329ゴールなど上回る記録はある）。1試合5得点が6回、4得点が30回、ハットトリックは92回、1試合最多得点は8点としている。
| 年度 | クラブ   | サンパウロ州 選手権 | サンパウロ州 選手権 | リオ・サンパウロ 選手権 | リオ・サンパウロ 選手権 | タッサ・ジ・ プラタ | タッサ・ジ・ プラタ | 全国選手権 | 全国選手権 | タッサ・ ブラジル | タッサ・ ブラジル | リベルタ ドーレス杯 | リベルタ ドーレス杯 | インター コンチ ネンタル杯 | インター コンチ ネンタル杯 | スーペル・ コパ | スーペル・ コパ | 合計 | 合計 |
| 年度 | クラブ   | 出場                | 得点                | 出場                    | 得点                    | 出場                | 得点                | 出場       | 得点       | 出場              | 得点              | 出場                | 得点                | 出場                       | 得点                       | 出場            | 得点            | 出場 | 得点 |
| ---- | -------- | ------------------- | ------------------- | ----------------------- | ----------------------- | ------------------- | ------------------- | ---------- | ---------- | ----------------- | ----------------- | ------------------- | ------------------- | -------------------------- | -------------------------- | --------------- | --------------- | ---- | ---- |
| 1956 | サントス | 0                   | 0                   | -                       | -                       | -                   | -                   | -          | -          | -                 | -                 | -                   | -                   | -                          | -                          | -               | -               | 0    | 0    |
| 1957 | サントス | 14+15               | 19+17               | 9                       | 5                       | -                   | -                   | -          | -          | -                 | -                 | -                   | -                   | -                          | -                          | -               | -               | 38   | 41   |
| 1958 | サントス | 38                  | 58                  | 8                       | 8                       | -                   | -                   | -          | -          | -                 | -                 | -                   | -                   | -                          | -                          | -               | -               | 46   | 66   |
| 1959 | サントス | 32                  | 45                  | 7                       | 6                       | -                   | -                   | -          | -          | 4                 | 2                 | -                   | -                   | -                          | -                          | -               | -               | 43   | 53   |
| 1960 | サントス | 30                  | 33                  | 3                       | 0                       | -                   | -                   | -          | -          | 0                 | 0                 | -                   | -                   | -                          | -                          | -               | -               | 33   | 33   |
| 1961 | サントス | 26                  | 47                  | 7                       | 8                       | -                   | -                   | -          | -          | 5                 | 7                 | -                   | -                   | -                          | -                          | -               | -               | 38   | 62   |
| 1962 | サントス | 26                  | 37                  | 0                       | 0                       | -                   | -                   | -          | -          | 5                 | 2                 | 4                   | 4                   | 2                          | 5                          | -               | -               | 37   | 48   |
| 1963 | サントス | 19                  | 22                  | 8                       | 14                      | -                   | -                   | -          | -          | 4                 | 8                 | 4                   | 5                   | 1                          | 2                          | -               | -               | 36   | 51   |
| 1964 | サントス | 21                  | 34                  | 4                       | 3                       | -                   | -                   | -          | -          | 6                 | 7                 | -                   | -                   | -                          | -                          | -               | -               | 31   | 44   |
| 1965 | サントス | 30                  | 49                  | 7                       | 5                       | -                   | -                   | -          | -          | 4                 | 2                 | 7                   | 8                   | -                          | -                          | -               | -               | 48   | 64   |
| 1966 | サントス | 14                  | 13                  | 0                       | 0                       | -                   | -                   | -          | -          | 5                 | 2                 | -                   | -                   | -                          | -                          | -               | -               | 19   | 15   |
| 1967 | サントス | 18                  | 17                  | -                       | -                       | 14                  | 9                   | -          | -          | 0                 | 0                 | -                   | -                   | -                          | -                          | -               | -               | 32   | 26   |
| 1968 | サントス | 21                  | 17                  | -                       | -                       | 18                  | 12                  | -          | -          | 0                 | 0                 | -                   | -                   | -                          | -                          | 3               | 2               | 42   | 31   |
| 1969 | サントス | 25                  | 26                  | -                       | -                       | 12                  | 12                  | -          | -          | 0                 | 0                 | -                   | -                   | -                          | -                          | 6               | 2               | 43   | 40   |
| 1970 | サントス | 15                  | 7                   | -                       | -                       | 13                  | 4                   | -          | -          | 0                 | 0                 | -                   | -                   | -                          | -                          | -               | -               | 28   | 11   |
| 1971 | サントス | 19                  | 8                   | -                       | -                       | -                   | -                   | 21         | 1          | 0                 | 0                 | -                   | -                   | -                          | -                          | -               | -               | 40   | 9    |
| 1972 | サントス | 20                  | 9                   | -                       | -                       | -                   | -                   | 16         | 5          | 0                 | 0                 | -                   | -                   | -                          | -                          | -               | -               | 36   | 14   |
| 1973 | サントス | 19                  | 11                  | -                       | -                       | -                   | -                   | 30         | 19         | 0                 | 0                 | -                   | -                   | -                          | -                          | -               | -               | 49   | 30   |
| 1974 | サントス | 10                  | 1                   | -                       | -                       | -                   | -                   | 17         | 9          | 0                 | 0                 | -                   | -                   | -                          | -                          | -               | -               | 27   | 10   |
| 通算 | ブラジル | 412                 | 470                 | 53                      | 49                      | 57                  | 37                  | 84         | 34         | 33                | 30                | 15                  | 17                  | 3                          | 7                          | 9               | 4               | 666  | 648  |

| 年度 | クラブ       | リーグ | 背番号 | リーグ戦 | リーグ戦 | その他 | その他 | 合計 | 合計 |
| 年度 | クラブ       | リーグ | 背番号 | 出場     | 得点     | 出場   | 得点   | 出場 | 得点 |
| ---- | ------------ | ------ | ------ | -------- | -------- | ------ | ------ | ---- | ---- |
| 1975 | ニューヨーク | NASL   | 10     | 9        | 5        | 14     | 10     | 23   | 15   |
| 1976 | ニューヨーク | NASL   | 10     | 24       | 15       | 18     | 11     | 42   | 26   |
| 1977 | ニューヨーク | NASL   | 10     | 31       | 17       | 11     | 6      | 42   | 23   |
| 通算 | NASL         | NASL   | NASL   | 64       | 37       | 43     | 27     | 107  | 64   |

### 統計
RSSSFによる統計。なお、上記の個人成績表との誤差については不明。
| チーム                 | 期間      | 公式戦 | 公式戦 | 親善試合 | 親善試合 | 合計 | 合計 |
| チーム                 | 期間      | 出場   | 得点   | 出場     | 得点     | 出場 | 得点 |
| ---------------------- | --------- | ------ | ------ | -------- | -------- | ---- | ---- |
| サントスFC             | 1956-1974 | 659    | 643    | 456      | 446      | 1115 | 1089 |
| サントス・バスコ連合   | 1957      | 0      | 0      | 4        | 6        | 4    | 6    |
| ブラジル代表           | 1957-1976 | 92     | 77     | 20       | 18       | 112  | 95   |
| 軍選抜チーム           | 1959      | 3      | 1      | 8        | 13       | 11   | 14   |
| サンパウロ州選抜       | 1959-1969 | 13     | 9      | 0        | 0        | 13   | 9    |
| サンパウロ体育組合     | 1961-1962 | 0      | 0      | 2        | 3        | 2    | 3    |
| ニューヨーク・コスモス | 1975-1977 | 64     | 37     | 41       | 26       | 105  | 63   |
| アメリカ選抜           | 1976      | 0      | 0      | 2        | 0        | 2    | 0    |
| チャリティーマッチ     | 1977-1990 | 0      | 0      | 8        | 5        | 8    | 5    |
| フルミネンセ           | 1978      | 0      | 0      | 2        | 0        | 2    | 0    |
| フラメンゴ             | 1979      | 0      | 0      | 1        | 0        | 1    | 0    |
| 総合計                 | 総合計    | 831    | 767    | 544      | 517      | 1375 | 1284 |

## 関連情報

ペレ（右）とアメリカのクリントン大統領

### 映画
- O Barao Otelo no Barato dos Bilhoes：1971年
- A Marcha：1973年
- Os Trombadinhas：1978年
- 『勝利への脱出』(Escape to Victory)：1981年
- 『ヤング・ジャイアンツ〜奇跡のイレブン〜』(A Minor Miracle)：1983年
- Pedro Mico：1985年
- Os Trapalhoes e o Rei do Futebol：1986年
- 『炎のストライカー』(Hot Shot)：1986年
- Solidao, Uma Linda Historia de Amor：1990年
- Mike Bassett: England Manager：2001年
- Pele Eterno：2004年
- 『ペレを買った男』(Once in a Lifetime)：2006年
- 『ペレ 伝説の誕生（英語版）』：2016年

### 書籍
- 『サッカーわが人生--ペレ自伝』（My life and the beautiful game、鈴木武士訳、講談社、1977年）
- 『ワールドカップ殺人事件』（World cup Murder、安藤由紀子訳、東京創元社、1990年）
- 『ペレ自伝』（伊藤淳翻訳、白水社、2008年）